# Liste der Biografien/Geo
Liste der Biografien |
Portal Biografien |
Personensuche
# |
A |
B |
C |
D |
E |
F |
G |
H |
I |
J |
K |
L |
M |
N |
O |
P |
Q |
R |
S |
T |
U |
V |
W |
X |
Y |
Z |
?
 
Ga |
Gb |
Gc |
Gd |
Ge |
Gf |
Gh |
Gi |
Gj |
Gk |
Gl |
Gm |
Gn |
Go |
Gp |
Gq |
Gr |
Gs |
Gu |
Gv |
Gw |
Gy |
Gz
 
Gea |
Geb |
Gec |
Ged |
Gee |
Gef |
Geg |
Geh |
Gei |
Gej |
Gek |
Gel |
Gem |
Gen |
Geo |
Gep |
Ger |
Ges |
Get |
Geu |
Gev |
Gew |
Gex |
Gey |
Gez
Die Liste der Biografien führt alle Personen auf, die in der deutschsprachigen Wikipedia einen Artikel haben. Dieses ist eine Teilliste mit 595 Einträgen von Personen, deren Namen mit den Buchstaben „Geo“ beginnt.

## Geo

### Geoa
- Geoană, Mircea (* 1958), rumänischer Politiker und Diplomat

### Geof
- Geoffray, César (1901–1972), französischer Chorleiter
- Geoffrey, Bischof von Lincoln, Erzbischof von York
- Geoffrey de Burgh († 1228), Bischof der englischen Diözese Ely
- Geoffrey de Geneville, 1. Baron Geneville († 1314), Herr von Vaucouleurs, Lord of Meath und Baron von Trim und Ludlow
- Geoffrey de Say († 1230), englischer Adliger und Rebell
- Geoffrey fitz Peter, 1. Earl of Essex († 1213), englischer Adliger und Justitiar von England
- Geoffrey le Rat († 1207), Großmeister des Johanniterordens
- Geoffrey of the Liverance († 1249), schottischer Geistlicher
- Geoffrey Ridel († 1189), Lordkanzler von England und Bischof von Ely
- Geoffrey Rufus († 1140), Bischof von Durham, Lordkanzler und Siegelbewahrer von England
- Geoffrey von Monmouth, britischer Historiker und Pfarrer
- Geoffrey, Paul (1955–2023), britisch-US-amerikanischer Schauspieler in Film und Fernsehen
- Geoffreys, Stephen (* 1964), US-amerikanischer Schauspieler
- Geoffrin, Marie Thérèse Rodet (1699–1777), französische SalonnièreMarie Thérèse Rodet Geoffrin (1699–1777)

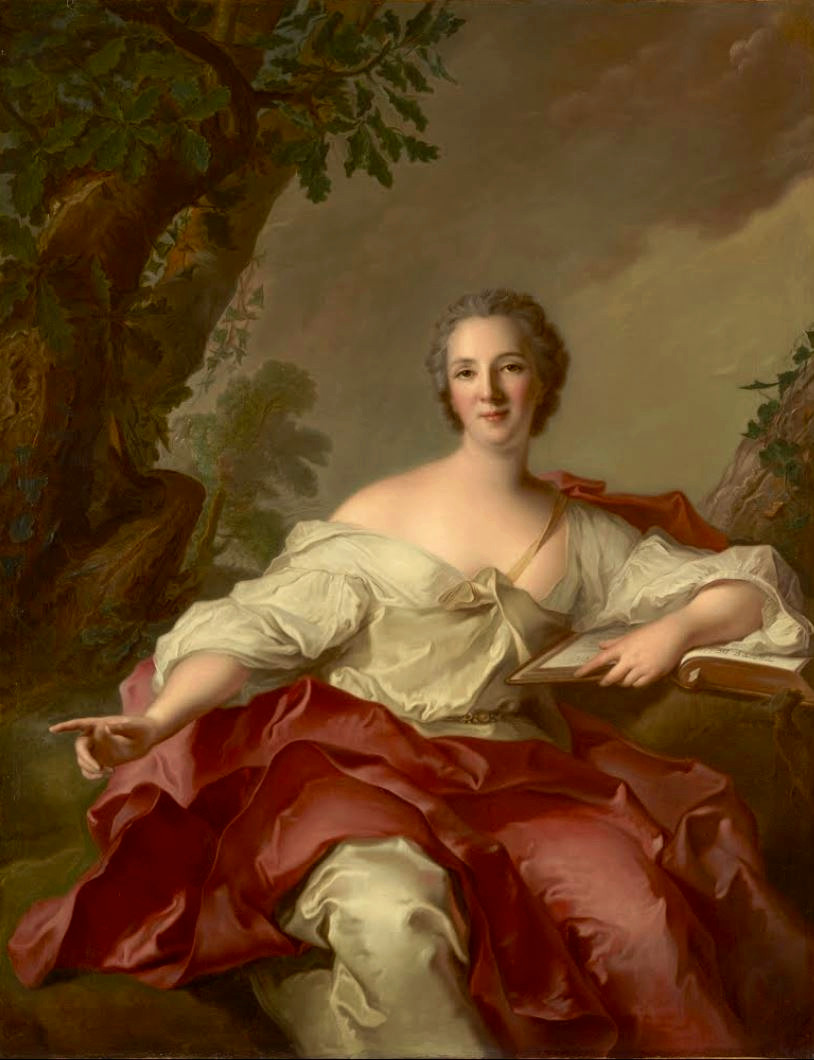
Marie Thérèse Rodet Geoffrin (1699–1777)

- Geoffrion, Bernie (1931–2006), kanadischer Eishockeyspieler und -trainer
- Geoffrion, Blake (* 1988), US-amerikanischer Eishockeyspieler und -funktionär
- Geoffrion, Christophe-Alphonse (1843–1899), kanadischer Politiker
- Geoffroi de La Tour Landry (1326–1404), französischer Pädagoge und Schriftsteller
- Geoffroy de Brionne, Graf von Eu
- Geoffroy de Charnay († 1314), Templer
- Geoffroy de Charny († 1356), französischer Ritter und AutorGeoffroy de Charny († 1356)

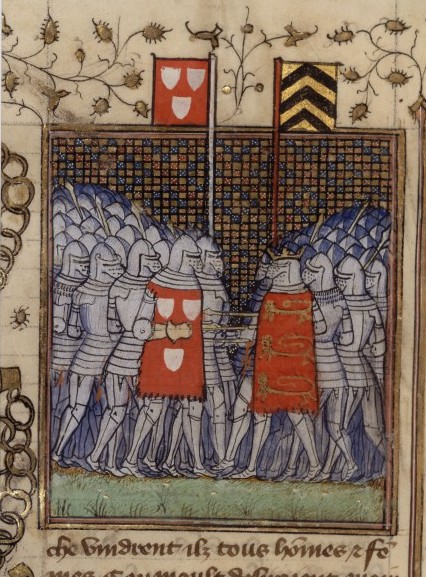
Geoffroy de Charny († 1356)

- Geoffroy de Donjon († 1202), 11. Großmeister des Johanniterordens
- Geoffroy de La Roche-Vanneau († 1165), französischer Zisterzienser, Bischof von Langres
- Geoffroy de Montbray († 1093), Bischof von Coutances und Berater Wilhelms des Eroberers
- Geoffroy de Paris, französischer Chronist, Poet, Schreiber und Notar in der Kanzlei der Könige von Frankreich
- Geoffroy de Sergines († 1269), Seneschall und Regent von Jerusalem
- Geoffroy du Breuil († 1184), französischer Geistlicher und Chronist
- Geoffroy Rivas, Pedro (1908–1979), salvadorianischer Journalist, Lyriker, Anthropologe und Linguist
- Geoffroy Saint-Hilaire, Étienne (1772–1844), französischer Zoologe
- Geoffroy Saint-Hilaire, Isidore (1805–1861), französischer Zoologe und Ethologe
- Geoffroy, Claude François (1729–1753), französischer Chemiker
- Geoffroy, Claude-Joseph (1685–1752), französischer Botaniker, Mykologe, Chemiker und Apotheker
- Geoffroy, Éric (* 1956), französischer Arabist und Islamwissenschaftler, Sufismusforscher und Sufi
- Geoffroy, Étienne François (1672–1731), französischer Chemiker
- Geoffroy, Étienne Louis (1725–1810), französischer Apotheker und Entomologe
- Geoffroy, Hélène (* 1970), sozialistische Politikerin und französische Physikerin
- Geoffroy, Jean (1853–1924), französischer Maler und Illustrator
- Geoffroy, Jean-Nicolas (1633–1694), französischer Organist und Komponist
- Geoffroy, Julien Louis (1743–1814), französischer Literatur- und Theaterkritiker
- Geoffroy, Louis (1803–1858), französischer Schriftsteller
- Geoffroy, Pierre (1939–1994), französischer Journalist, Fußballtrainer und -funktionär
- Geoffroy, Thierry (* 1961), dänisch-französischer Konzeptkünstler

### Geog
- Geoghan, John (1935–2003), US-amerikanischer Pfarrer
- Geoghegan Hart, Tao (* 1995), britischer RadrennfahrerTao Geoghegan Hart (* 1995)

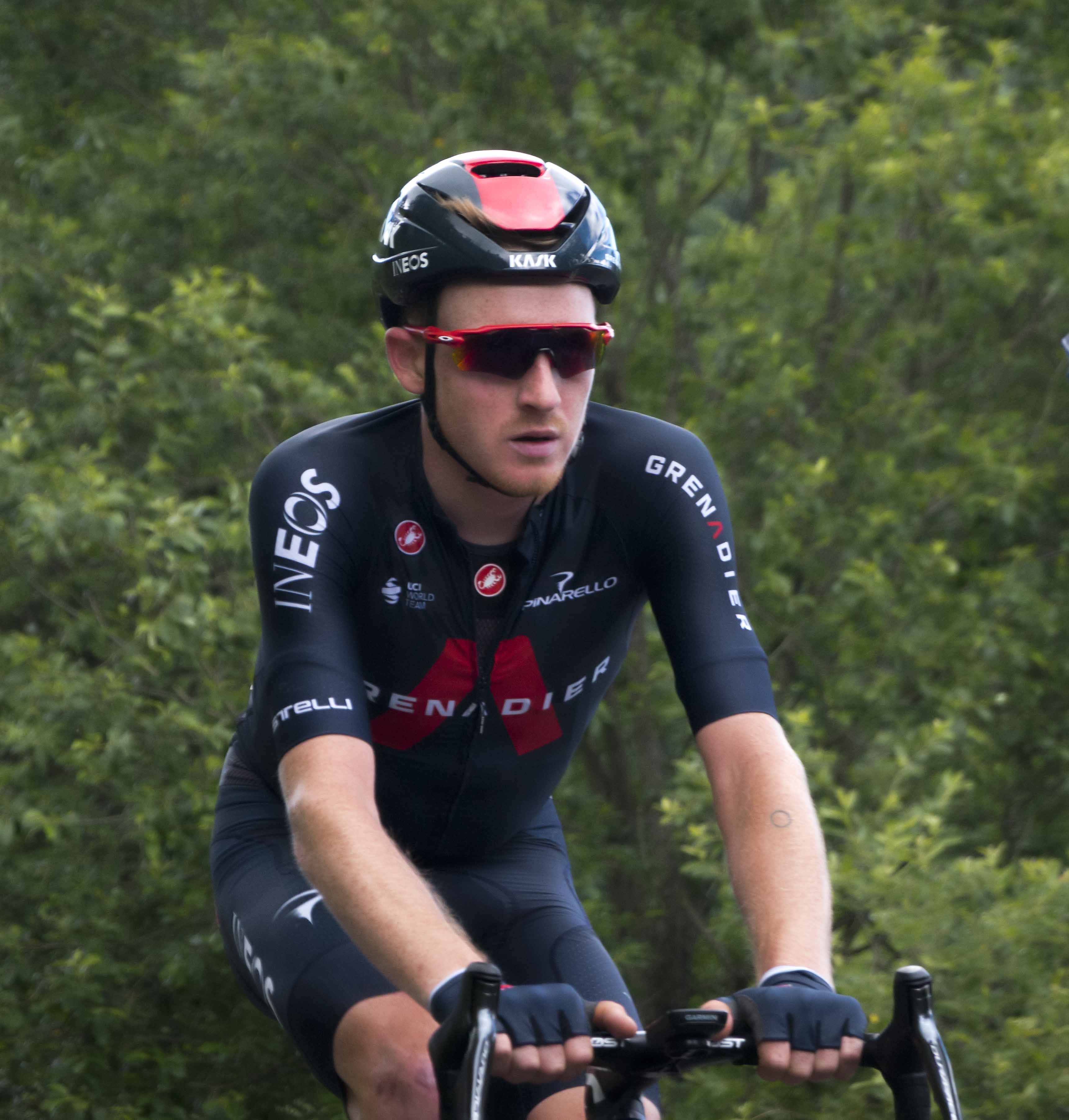
Tao Geoghegan Hart (* 1995)

- Geoghegan, Hugh (1938–2024), irischer Jurist
- Geoghegan, James (1886–1951), irischer Politiker (Fianna Fáil), Generalstaatsanwalt und Richter
- Geoghegan, James (* 1985), irischer Politiker (Fine Gael), Lord Mayor of Dublin
- Geoghegan, John (1913–1975), irischer Politiker (Fianna Fáil)
- Geoghegan, Samuel (1845–1928), irischer Ingenieur
- Geoghegan-Quinn, Máire (* 1950), irische Politikerin
- Geograph von Ravenna, Verfasser eines frühmittelalterlichen geographischen Werks

### Geol
- Geolgău, Ion (* 1961), rumänischer Fußballspieler und -trainer
- Geolier (* 2000), italienischer Rapper

### Geom
- Geominy, Wilfred (1947–2013), deutscher Klassischer Archäologie

### Geon
- Geonzon, Winefreda (1941–1990), philippinische Anwältin

### Geor

#### Georg
- Georg, Heiliger, frühchristlicher MärtyrerGeorg

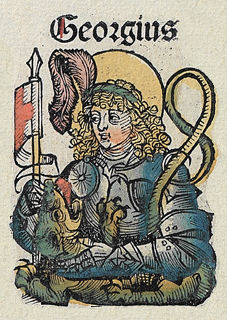
Georg

- Georg († 798), päpstlicher Legat und Bischof
- Georg († 1219), Graf von Wied
- Georg, Graf von Werdenberg-Heiligenberg, Linie Werdenberg-Trochtelfingen-Sigmaringen-Heiligenberg, Graf von Heiligenberg, Sigmaringen und Veringen
- Georg (1433–1484), Markgraf von Baden und Bischof von Metz
- Georg (1455–1503), Herzog von Bayern-Landshut
- Georg (1484–1543), Markgraf von Brandenburg-Ansbach
- Georg (1518–1569), Pfalzgraf und Herzog von Simmern
- Georg (1562–1623), Graf von Nassau-Beilstein, später Nassau-Dillenburg
- Georg (1582–1641), Herzog der Fürstentümer Braunschweig und Lüneburg, Calenberg und Göttingen
- Georg (1779–1860), Großherzog von Mecklenburg in Mecklenburg-Strelitz
- Georg (1796–1853), Herzog von Sachsen-Altenburg
- Georg (1832–1904), König von SachsenGeorg (1832–1904)

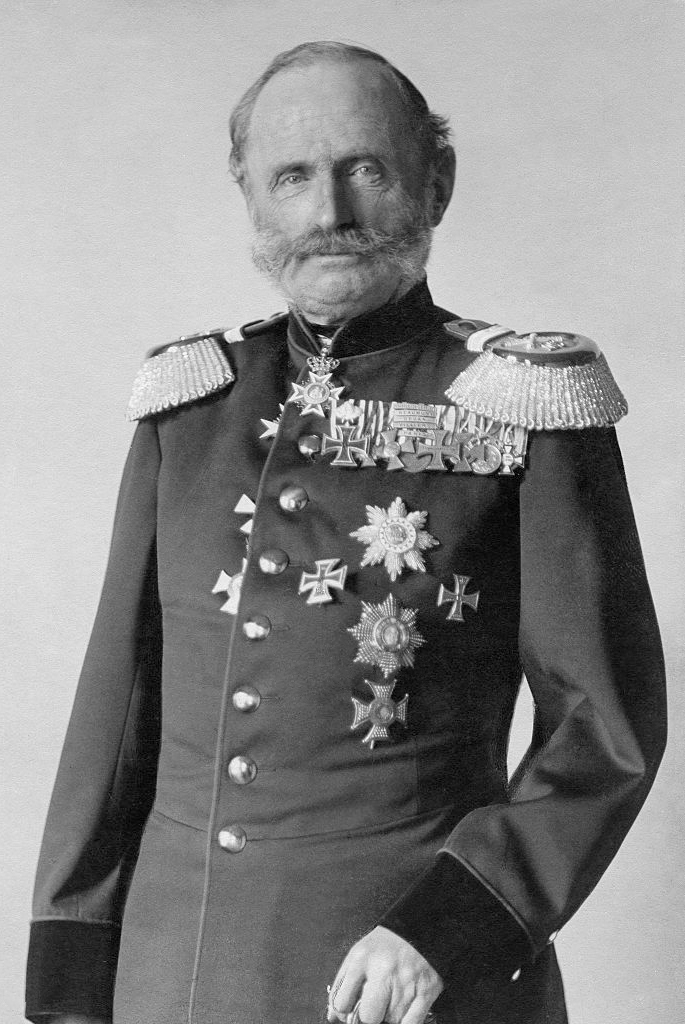
Georg (1832–1904)

- Georg (1846–1911), Fürst zu Schaumburg-Lippe
- Georg Albert (1838–1890), deutscher Adliger, Fürst von Schwarzburg-Rudolstadt, preußischer General der Kavallerie
- Georg Albrecht (1690–1734), 4. Fürst von Ostfriesland
- Georg Albrecht (1695–1739), Herzog von Sachsen-Weißenfels-Barby (1728–1739)
- Georg Albrecht I. (1597–1647), regierender Graf zu Erbach und Administrator der Grafschaft Hanau
- Georg Albrecht II. (1648–1717), regierender Graf von Erbach
- Georg Albrecht III. (1731–1778), regierender Graf von Erbach, Stifter der jüngeren Linie Erbach-Fürstenau
- Georg Albrecht von Brandenburg (1591–1615), Markgraf von Brandenburg, Herrenmeister zu Sonnenburg
- Georg Albrecht von Brandenburg-Kulmbach (1619–1666), deutscher Adeliger und Begründer einer hohenzollerschen Nebenlinie
- Georg Albrecht von Brandenburg-Kulmbach (1666–1703), Begründer einer freiherrlichen Familie von Kotzau
- Georg Alexander (1859–1909), Mitglied des großherzoglichen Hauses Mecklenburg-Strelitz, russischer General
- Georg Aribert von Anhalt-Dessau (1606–1643), askanischer Prinz
- Georg August (1665–1721), deutscher Fürst
- Georg August (1691–1758), Begründers der Linie Erbach-Schönberg, regierender Graf
- Georg Christian (1626–1677), dritter Landgraf von Hessen-Homburg
- Georg Christian (1634–1665), Fürst von Ostfriesland
- Georg der Bärtige (1471–1539), Herzog von SachsenGeorg der Bärtige (1471–1539)

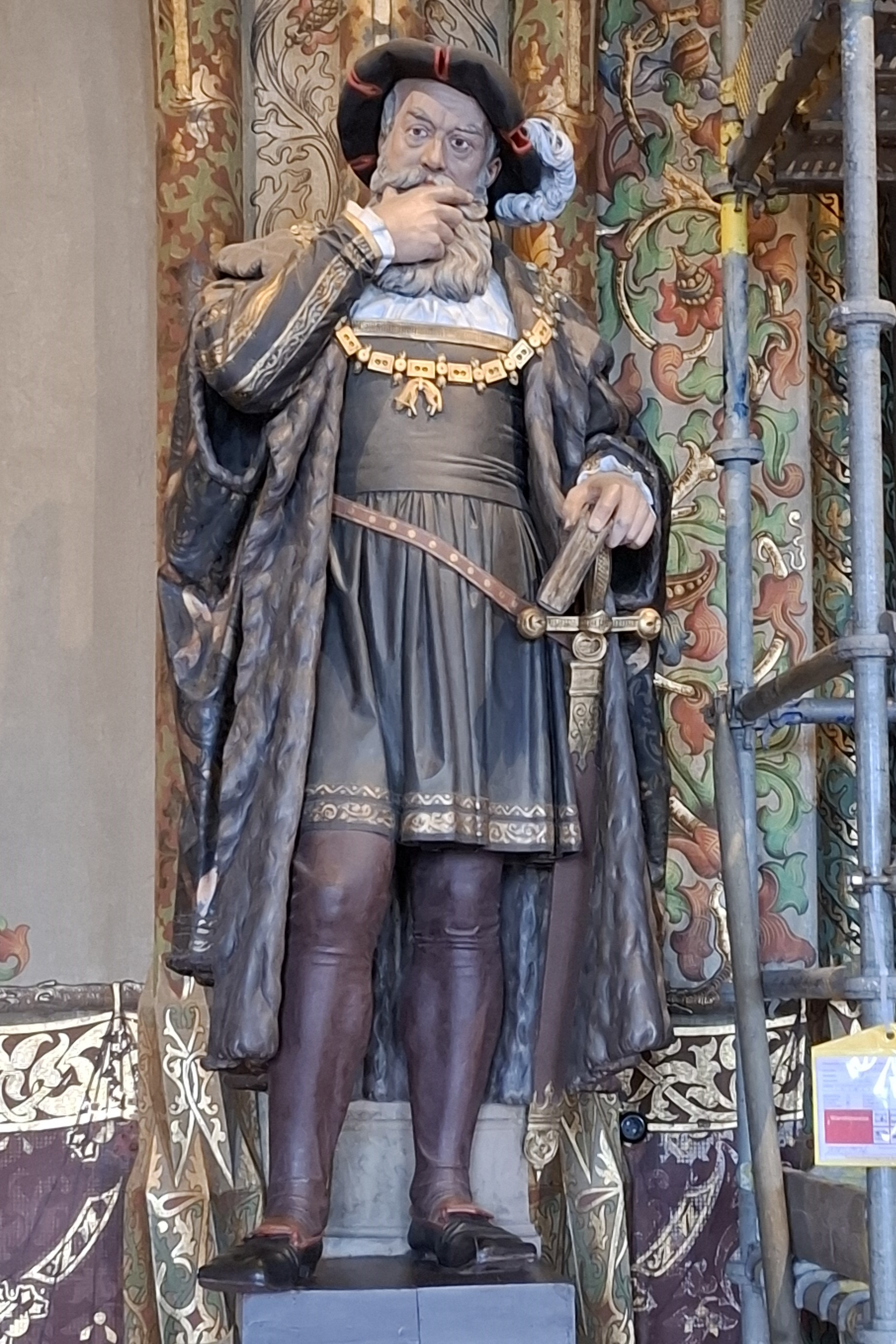
Georg der Bärtige (1471–1539)

- Georg Ernst (1511–1583), letzter regierender Graf von Henneberg-Schleusingen
- Georg Feierabend († 1498), deutscher römisch-katholischer Geistlicher
- Georg Friedrich (1569–1645), Graf von Hohenlohe-Neuenstein-Weikersdorf, böhmischer Standesherr, Offizier und Gelegenheitsdichter
- Georg Friedrich (1573–1638), Markgraf von Baden-Durlach
- Georg Friedrich (1606–1674), Graf zu Nassau-Siegen
- Georg Friedrich (1620–1692), deutscher Reichsfeldmarschall und holländischer GeneralkapitänGeorg Friedrich (1620–1692)

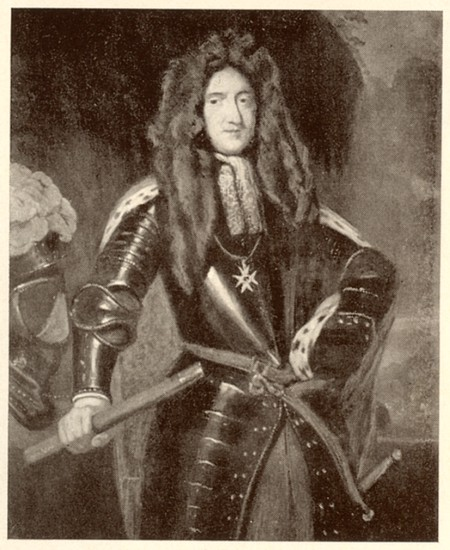
Georg Friedrich (1620–1692)

- Georg Friedrich (1899–1969), deutscher Standesherr
- Georg Friedrich I. (1539–1603), Markgraf von Brandenburg-Ansbach und Brandenburg-Kulmbach sowie Kurator und Herzog im Herzogtum Preußen und Jägerndorf
- Georg Friedrich I. (1562–1600), Graf zu Hohenlohe-Waldenburg
- Georg Friedrich II. (1595–1635), Graf zu Hohenlohe-Waldenburg
- Georg Friedrich II. (1678–1703), Markgraf von Brandenburg-Ansbach
- Georg Friedrich Karl (1688–1735), Markgraf von Brandenburg-Bayreuth
- Georg Friedrich Karl (1785–1826), Graf zu Waldeck-Limpurg, württembergischer Landvogt von Heilbronn und von Stuttgart
- Georg Golser († 1489), katholischer Bischof der Diözese Brixen
- Georg Gustav (1564–1634), Pfalzgraf von Veldenz
- Georg Herzog zu Mecklenburg (1899–1963), deutscher Adliger
- Georg Hohermuth von Speyer († 1540), deutscher Conquistador und Statthalter Venezuelas
- Georg I. († 1347), Graf von Veldenz und königlicher Landvogt
- Georg I., Graf von Ortenburg, Graf von Neu-Ortenburg
- Georg I. († 1474), Fürst von Anhalt-Zerbst
- Georg I. (1470–1502), Reichsfürst, Herzog von Münsterberg und Oels, Graf von Glatz
- Georg I. († 1486), Bischof von Lavant
- Georg I. († 1521), Herzog von Liegnitz und Brieg
- Georg I. (1493–1531), Herzog von Pommern aus dem Greifenhaus
- Georg I. (1498–1558), Graf von Württemberg-Mömpelgard
- Georg I. (1547–1596), Landgraf von Hessen-Darmstadt
- Georg I. (1660–1727), König von Großbritannien und Irland, Kurfürst von Braunschweig-LüneburgGeorg I. (1660–1727)

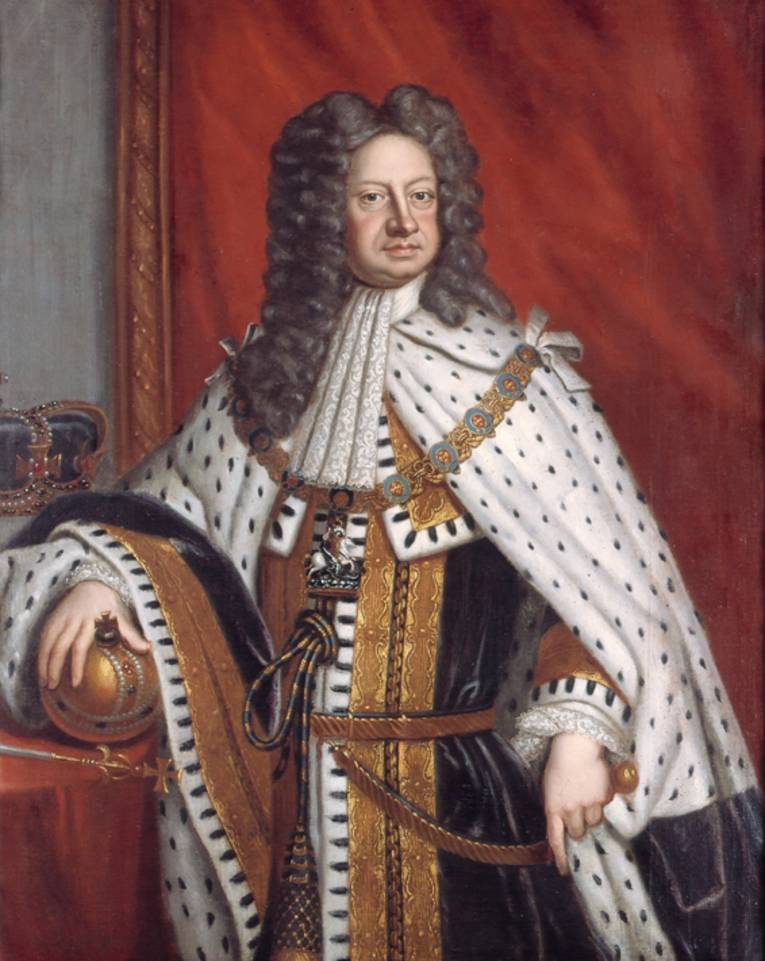
Georg I. (1660–1727)

- Georg I. (1747–1813), Graf von Pyrmont und Fürst von Waldeck
- Georg I. (1761–1803), Herzog von Sachsen-Meiningen
- Georg I. (1845–1913), König von Griechenland (1863–1913)
- Georg I. Engel, Abt des Klosters Waldsassen
- Georg I. von Schaumberg (1390–1475), Bischof von Bamberg
- Georg II., Graf von Ortenburg
- Georg II. (1454–1509), Fürst von Anhalt-Köthen
- Georg II. (1512–1553), Herzog von Münsterberg, Herzog von Oels und Graf von Glatz
- Georg II. (1523–1586), Herzog von Liegnitz, Brieg und Wohlau
- Georg II. (1582–1617), nicht-regierender Herzog von Pommern
- Georg II. (1605–1661), Landgraf von Hessen-Darmstadt (1626–1661)
- Georg II. (1626–1699), Herzog von Württemberg-Mömpelgard
- Georg II. (1683–1760), König von Großbritannien (1727–1760)
- Georg II. (1789–1845), Fürst zu Waldeck und Pyrmont (1813–1845)
- Georg II. (1826–1914), Herzog von Sachsen-Meiningen
- Georg II. (1890–1947), griechischer König (1922–1924 und 1935–1947)Georg II. (1890–1947)

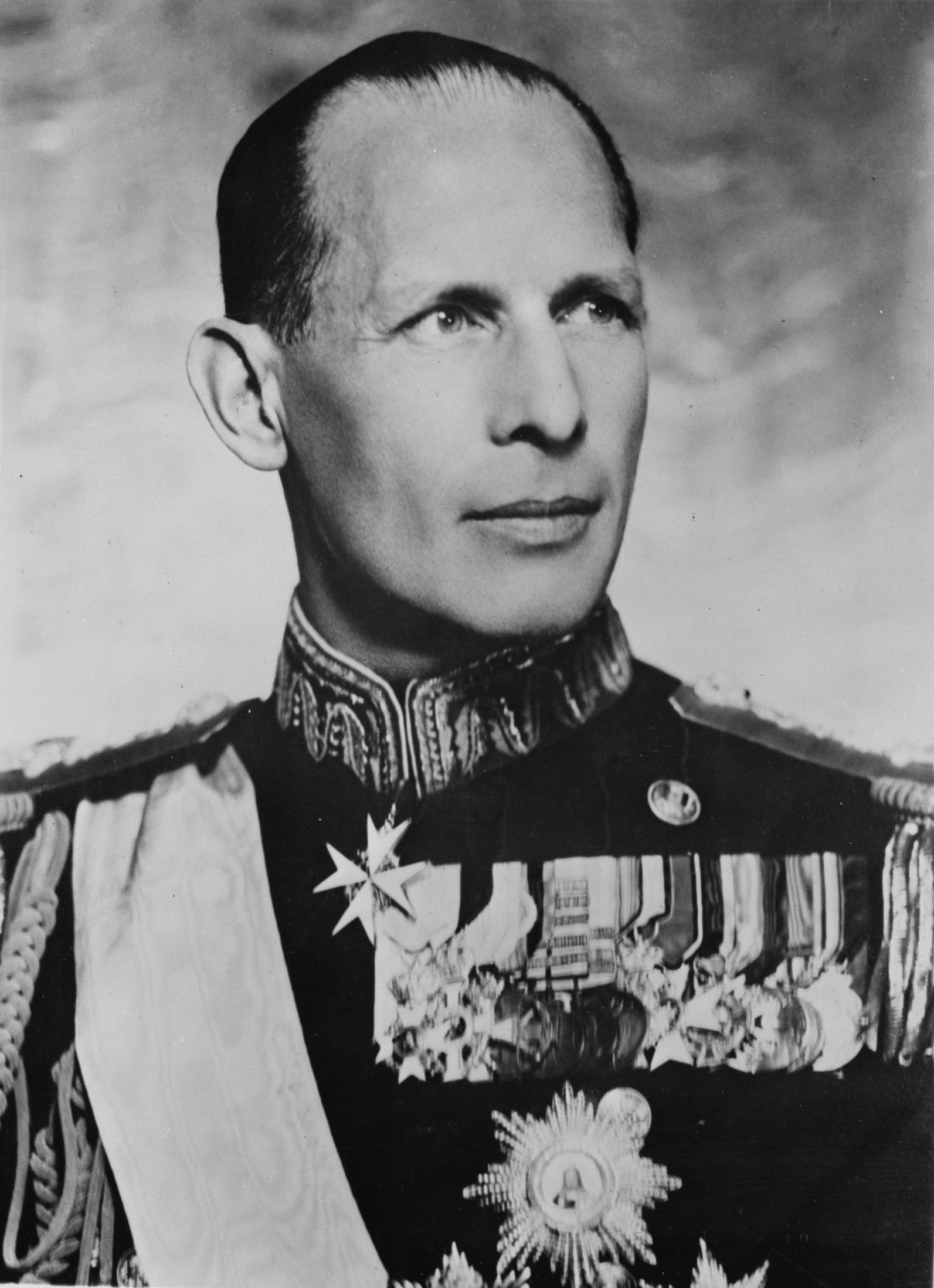
Georg II. (1890–1947)

- Georg II. Albrecht († 1560), deutscher römisch-katholischer Geistlicher; Abt des Klosters Sankt Mang in Füssen (1556–1560)
- Georg II. Marschall von Ebnet († 1505), Bischof von Bamberg
- Georg II. Schmucker, Abt des Klosters Waldsassen
- Georg II. von Fleckenstein-Dagstuhl (1588–1644), deutscher Adeliger
- Georg II. von Volkersdorf, österreichischer Adeliger, Rat und Gesandter unter Kaiser Friedrich III.
- Georg II. Xiphilinos († 1198), Patriarch von Konstantinopel (1191–1198)
- Georg III. (1502–1555), Landgraf von Leuchtenberg
- Georg III. (1507–1553), Fürst von Anhalt-Dessau, katholischer Priester und evangelischer Reformator
- Georg III. (1548–1605), Graf von Erbach und Breuberg
- Georg III. (1611–1664), Herzog von Brieg und Liegnitz
- Georg III. (1632–1676), Landgraf von Hessen-Itter
- Georg III. (1738–1820), König des Vereinigten Königreichs von Großbritannien und IrlandGeorg III. (1738–1820)

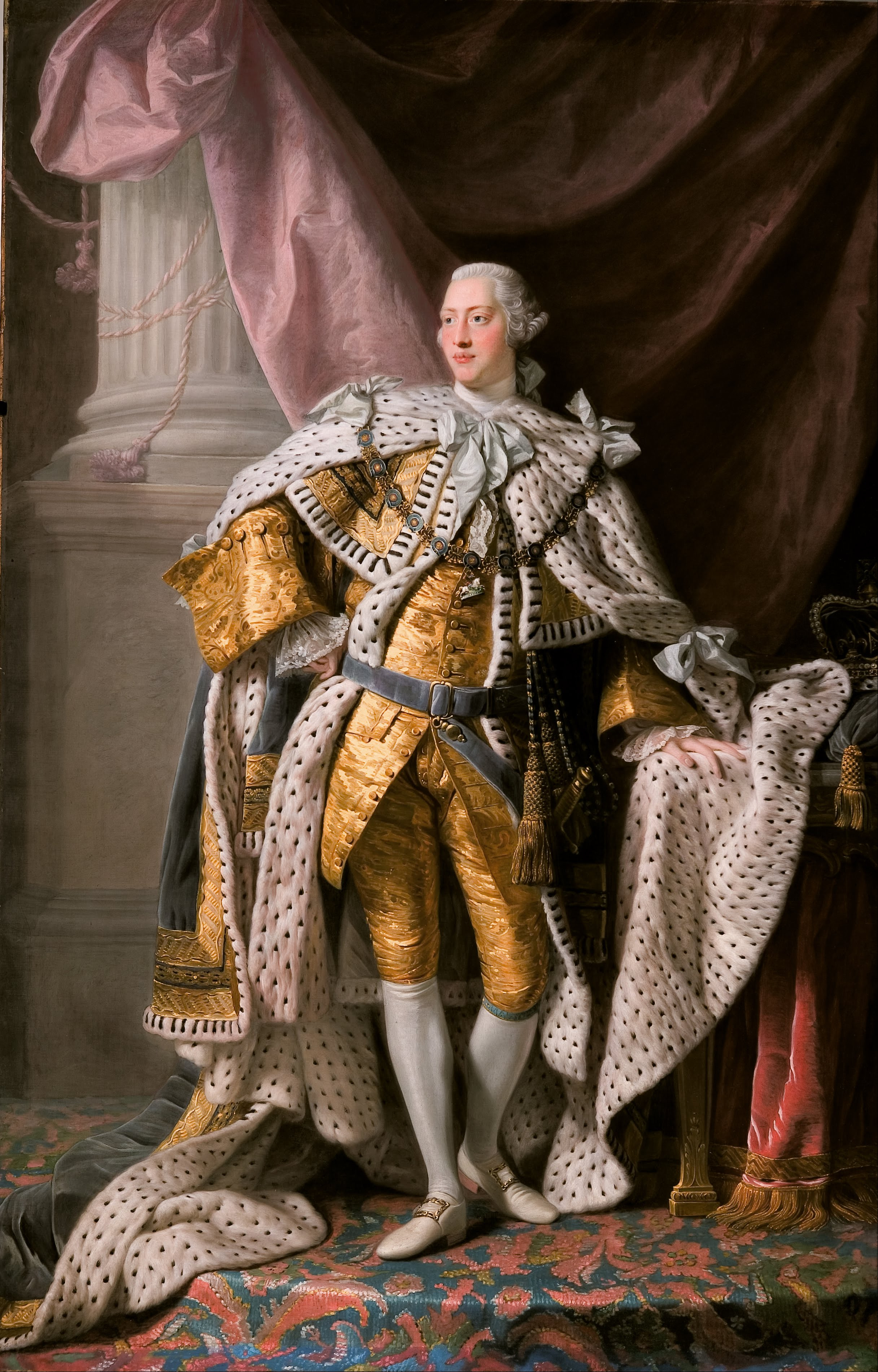
Georg III. (1738–1820)

- Georg III. Schenk von Limpurg († 1522), Bischof von Bamberg
- Georg III. von Ortenburg (1473–1553), Dompropst von Freising, Domherr von Freising, Augsburg und Salzburg und kaiserlicher Rat
- Georg IV. († 1478), österreichischer Zisterzienser und Abt des Stiftes Heiligenkreuz
- Georg IV. (1573–1627), Reichsgraf von Ortenburg, bayerisch-herzoglicher Rat, Hauptmann von Burghausen, Pfleger von Wasserburg und Eggenfelden.
- Georg IV. (1762–1830), König von Großbritannien, Irland und Hannover (1820–1830)
- Georg IV. Fuchs von Rügheim (1519–1561), Bischof von Bamberg
- Georg IV. Ludwig (1563–1613), Landgraf von Leuchtenberg
- Georg Johann I. (1543–1592), Pfalzgraf von Veldenz
- Georg Johann II. (1586–1654), Pfalzgraf von Guttenberg, Pfalzgraf von Lützelstein
- Georg Karl von Hessen (1793–1881), preußisch-hessischer General
- Georg Karl von Hessen-Darmstadt (1754–1830), deutscher Prinz aus dem Hause Hessen-Darmstadt
- Georg Komnenos, byzantinischer Gouverneur im Despotat Epirus
- Georg Komnenos, Kaiser von Trapezunt
- Georg Laskaris, byzantinischer Sebastokrator, Bruder von Kaiser Theodor I. Laskaris
- Georg Ludwig (1618–1656), Erbprinz zu Nassau-Dillenburg
- Georg Ludwig I. (1643–1693), Stifter der ausgestorbenen Linie Erbach
- Georg Ludwig von Schleswig-Holstein-Gottorf (1719–1763), Adeliger, preußischer Generalleutnant, Chef eines Dragonerregiments sowie kaiserlich russischer Generalfeldmarschall
- Georg Muzalon († 1258), byzantinischer Megas Domestikos, Regent für Kaiser Johannes IV.
- Georg Philipp (1655–1702), Graf von Ortenburg
- Georg Reinhard (1607–1666), Graf von Ortenburg
- Georg Rudolf (1595–1653), Herzog von Liegnitz (1602–1653) und Herzog von Wohlau (1615–1653)
- Georg Thopia, albanischer Fürst aus dem Hause Thopia
- Georg V. (1286–1346), König von Georgien
- Georg V. (1565–1631), Graf
- Georg V. (1819–1878), letzter König von Hannover, 2. Duke of Cumberland and Teviotdale
- Georg V. (1865–1936), britischer König (1910–1936)Georg V. (1865–1936)

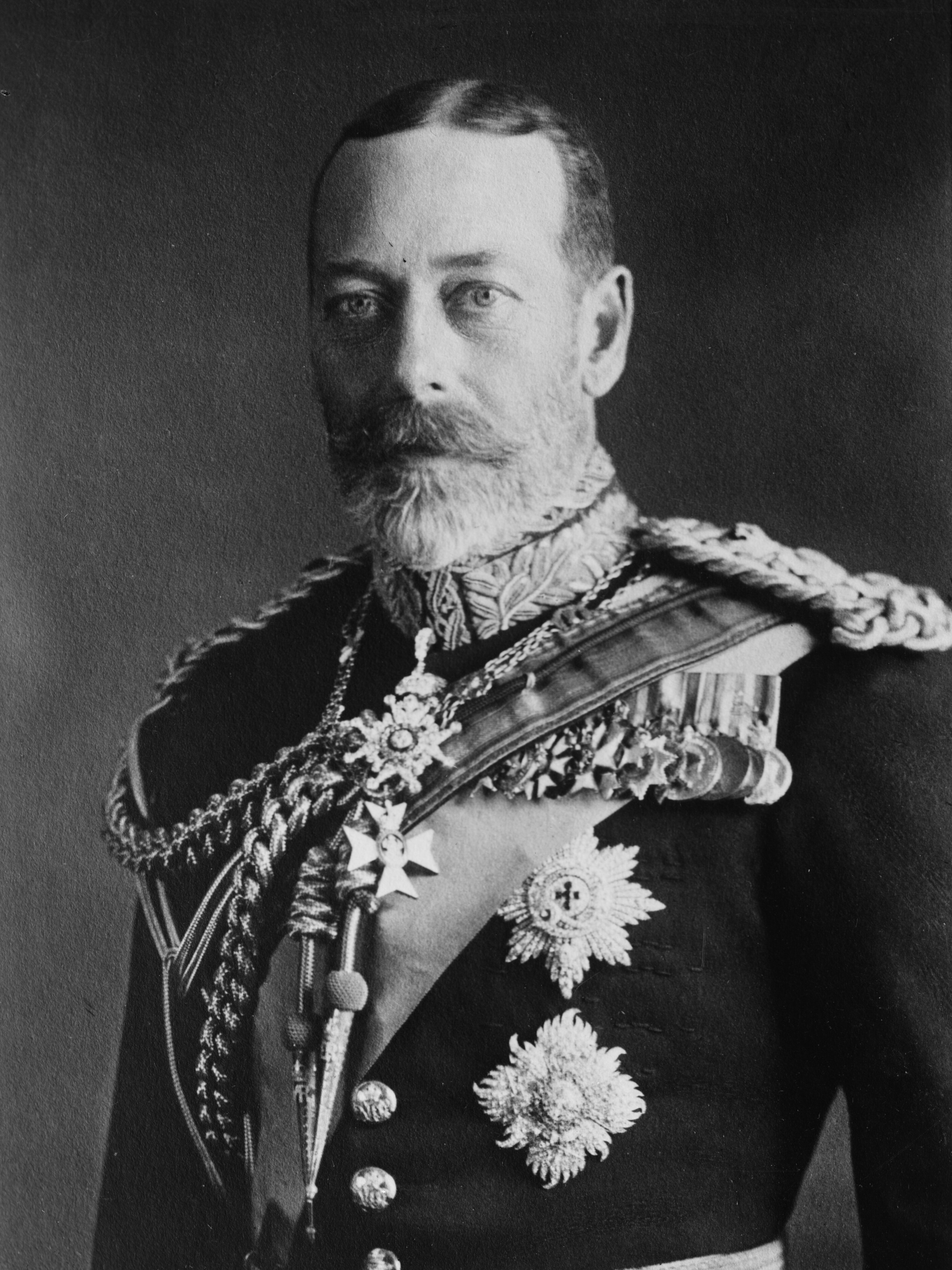
Georg V. (1865–1936)

- Georg VI. (1895–1952), König von Großbritannien und Nordirland (1936–1952)Georg VI. (1895–1952)

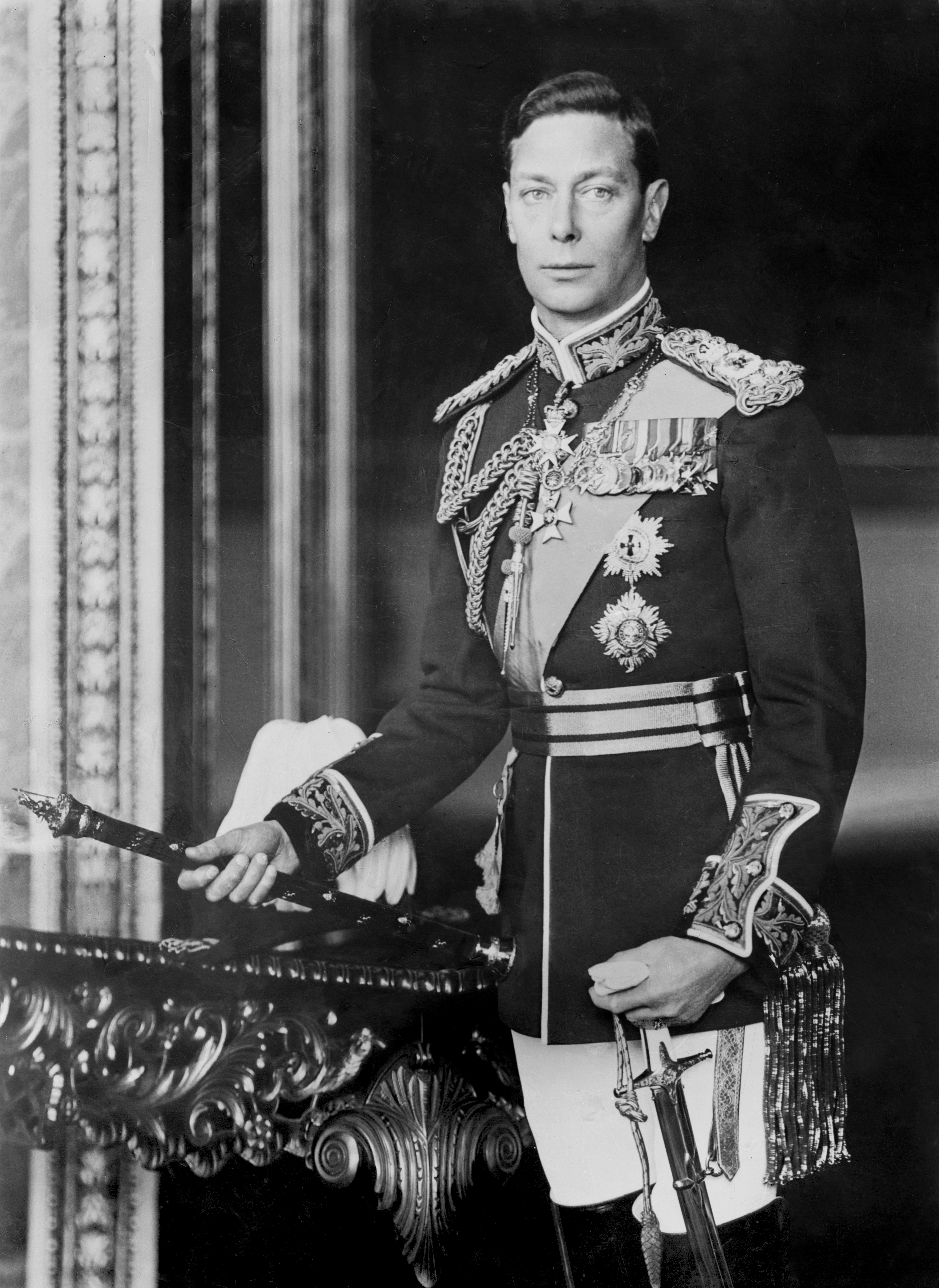
Georg VI. (1895–1952)

- Georg Viktor (1831–1893), Fürst von Waldeck-Pyrmont
- Georg von Anhalt-Dessau (1796–1865), Prinz von Anhalt-Dessau
- Georg von Antiochien († 1151), Hofbeamter Rogers II. von Sizilien
- Georg von Braunschweig-Wolfenbüttel (1494–1566), letzter katholischer Erzbischof von Bremen und Bischof von Verden
- Georg von Dänemark (1653–1708), Ehemann der britischen Königin Anna
- Georg von der Pfalz (1486–1529), deutscher Geistlicher, Bischof von Speyer (1513–1529)
- Georg von Egmond († 1559), Bischof von Utrecht
- Georg von Eudokias (1930–1993), orthodoxer Theologe, Erzbischof des Exarchats der orthodoxen Gemeinden russischer Tradition in Westeuropa
- Georg von Ghese († 1559), Märtyrer
- Georg von Griechenland (1869–1957), Hochkommissar von Kreta
- Georg von Hessen-Darmstadt (1669–1705), Offizier in österreichischen Diensten
- Georg von Hessen-Kassel (1691–1755), Prinz von Hessen-Kassel und preußischer, schwedischer, kaiserlicher und hessischer General
- Georg von Hohenlohe-Waldenburg (1488–1551), Graf von Hohenlohe-Waldenburg
- Georg von Kappadokien († 361), arianischer Bischof
- Georg von Klausenburg, siebenbürgischer Bronzegießer
- Georg von Löwenstein († 1446), Graf von Löwenstein
- Georg von Oldenburg (1784–1812), Prinz von Oldenburg
- Georg von Österreich (1504–1557), Bischof von Lüttich
- Georg von Pappenheim († 1563), Bischof von Regensburg
- Georg von Pfronten-Kreuzegg (1696–1762), Kapuziner
- Georg von Pisidien, oströmischer Dichter
- Georg von Podiebrad (1420–1471), König von Böhmen (1458–1471)Georg von Podiebrad (1420–1471)

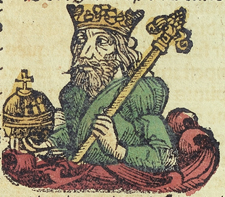
Georg von Podiebrad (1420–1471)

- Georg von Preußen (1826–1902), preußischer Prinz, General der Kavallerie und Schriftsteller
- Georg von Serbien (1887–1972), Kronprinz von Serbien
- Georg von Slatkonia (1456–1522), katholischer Bischof von Wien
- Georg von Slawonien († 1416), slawonischer Geistlicher und Gelehrter, tätig in Frankreich
- Georg von Stubai († 1443), österreichischer Bischof der römisch-katholischen Kirche
- Georg Werner August Dietrich von Münster (1751–1801), Reichsgraf von Meinhövel, Freiherr von Oer und Schade, regierender Standesherr zu Königsbrück
- Georg Wilhelm (1591–1669), Pfalzgraf und Herzog von Pfalz-Birkenfeld
- Georg Wilhelm (1595–1640), Kurfürst von Brandenburg
- Georg Wilhelm (1624–1705), Fürst des Fürstentums Calenberg und Fürst von LüneburgGeorg Wilhelm (1624–1705)

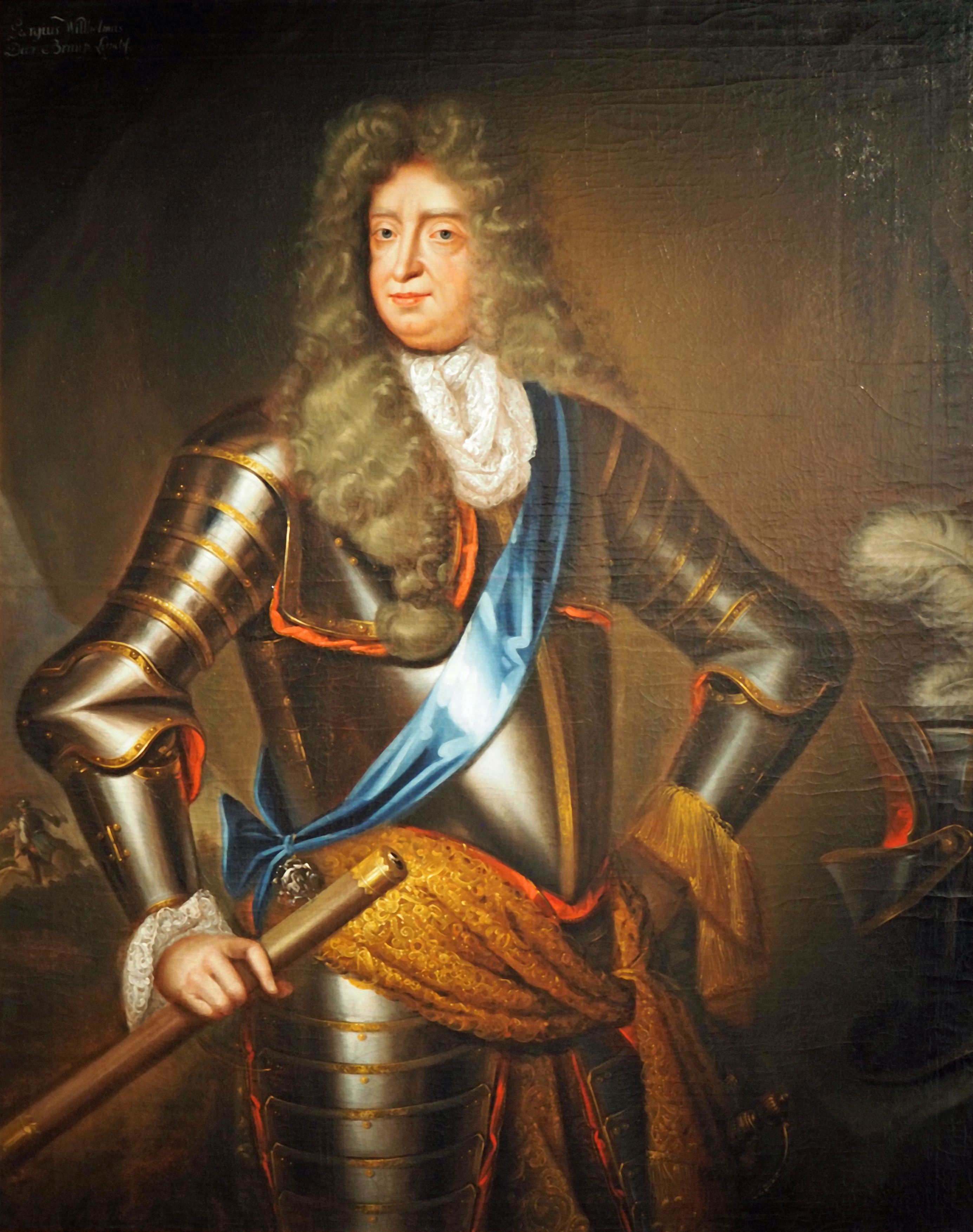
Georg Wilhelm (1624–1705)

- Georg Wilhelm (1636–1684), deutscher Graf und Regent der Grafschaft Sayn-Wittgenstein-Berleburg (1643–1684)
- Georg Wilhelm (1678–1726), Markgraf von Brandenburg-Bayreuth
- Georg Wilhelm (1686–1757), Regierender Graf von Erbach
- Georg Wilhelm (1784–1860), Fürst zu Schaumburg-Lippe
- Georg Wilhelm I. (1660–1675), Herzog von Liegnitz, Brieg und Wohlau
- Georg Wilhelm von Braunschweig-Lüneburg (1880–1912), deutscher Prinz und Offizier
- Georg Wilhelm von Hessen-Darmstadt (1722–1782), Prinz von Hessen-Darmstadt
- Georg zu Mecklenburg (1528–1552), Herzog von Mecklenburg
- Georg zu Mecklenburg (1748–1785), Angehöriger des Hauses Mecklenburg-Strelitz; österreichischer Offizier, zuletzt Generalmajor
- Georg zu Mecklenburg (1824–1876), deutscher Adliger und russischer General, Mitglied des großherzoglichen Hauses Mecklenburg-Strelitz
- Georg, Carl-Siegfried von (1886–1957), deutscher Marineoffizier, U-Boot-Kommandant im Ersten Weltkrieg
- Georg, Carl-Theodor (1884–1966), deutscher Arzt, Plantagenbesitzer und Krankenhausgründer
- Georg, Heinrich (1918–2008), deutscher Unternehmer
- Georg, Helmut (1915–1989), deutscher Maler
- Georg, Johann Wilhelm Detlev (1779–1840), oldenburgischer Kammerdirektor
- Georg, Karl (1855–1904), deutscher Verlagsbuchhändler, Bibliograph, Sachbuch-Autor und Herausgeber
- Georg, Konrad (1914–1987), deutscher Theater- und Filmschauspieler
- Georg, Richard (1862–1921), deutscher Theater- und Filmschauspieler
- Georg, Rita (1900–1973), deutsche Soubrette und Operettensängerin (Sopran)
- Georg, Stefan (* 1968), deutscher Wirtschaftswissenschaftler
- Georg, Walter (* 1943), deutscher Pädagoge
- Georg, Werner (1953–2022), deutscher Soziologe

##### Georga
- Georgacas, Demetrius J. (1908–1990), griechischer Lexikograph
- Georgakopoulos, Konstantinos (1890–1978), griechischer General, Politiker und Ministerpräsident
- Georgali, Chrisa (* 1983), griechische Badmintonspielerin
- Georgandas, Nikolaos (1880–1958), griechischer Leichtathlet
- Georgano, George Nicholas (1932–2017), britischer Autor und Automobilhistoriker
- Georgatou, Maria (* 1984), griechische Sportgymnastin

##### George
- George of Wales (* 2013), britischer AdligerGeorge of Wales (* 2013)

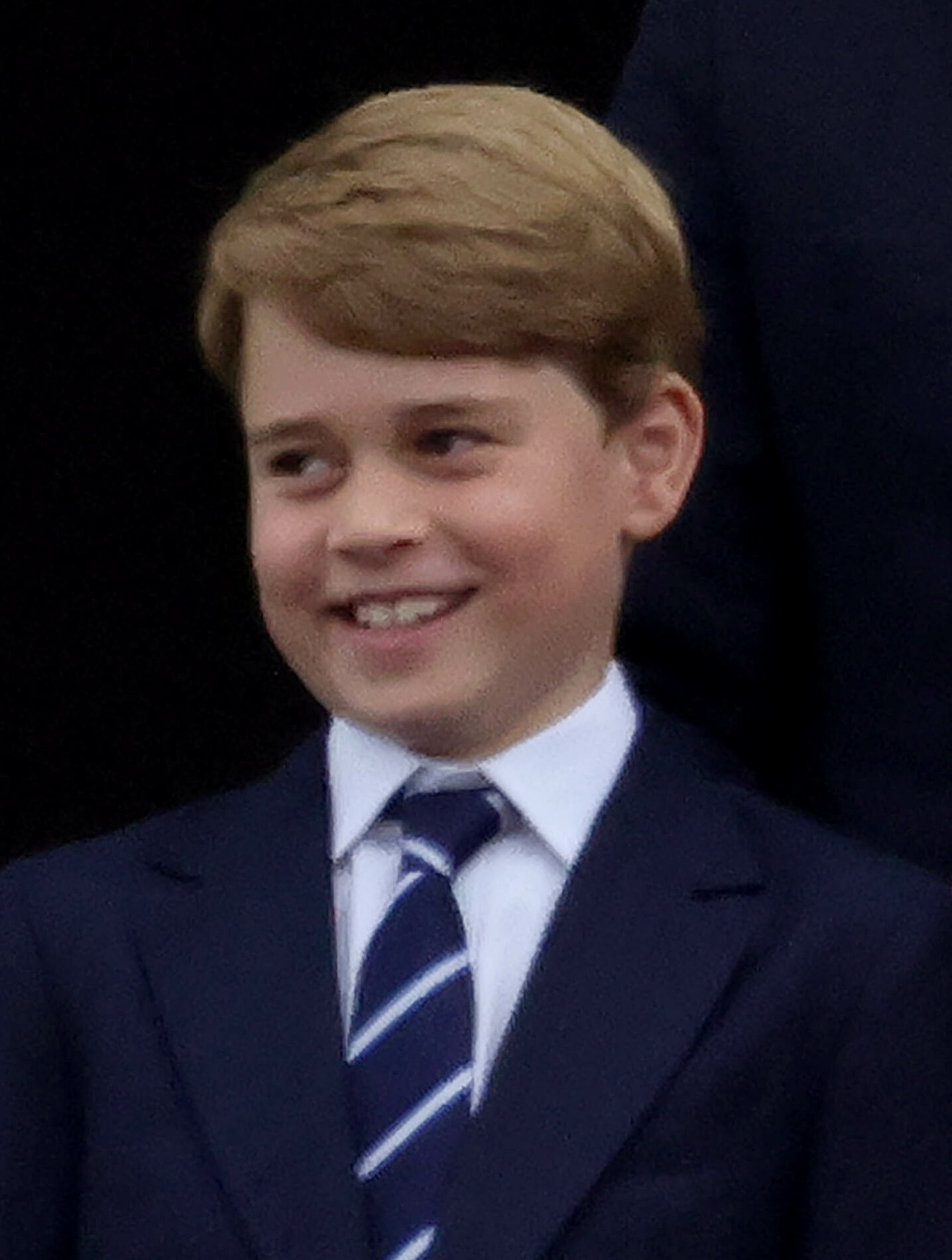
George of Wales (* 2013)

- George Plantagenet, 1. Duke of Bedford (1477–1479), englischer Prinz
- George Ponciano, Catrin (* 1967), deutsche Schriftstellerin und Journalistin
- George Tupou I. (1797–1893), König von Tonga
- George Tupou II. (1874–1918), König von Tonga
- George Tupou V. (1948–2012), tongaischer König
- George, 1. Duke of Kent (1902–1942), vierter Sohn von König Georg V. und Königin Maria von TeckGeorge, 1. Duke of Kent (1902–1942)

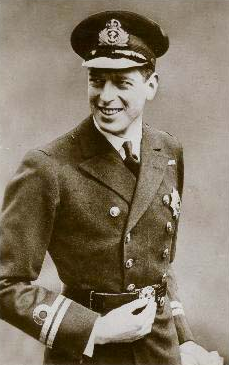
George, 1. Duke of Kent (1902–1942)

- George, 2. Duke of Cambridge (1819–1904), britischer Feldmarschall
- George, Alexander, US-amerikanischer Philosoph und Schachkomponist
- George, Alexander L. (1920–2006), US-amerikanischer Politologe und Hochschullehrer
- George, Alexander Segger (* 1939), australischer Botaniker
- George, Arthur (1915–2013), australischer Rechtsanwalt
- George, Barbara (1942–2006), US-amerikanische Sängerin
- George, Benjamin (1739–1823), deutscher Unternehmer
- George, Bevan (* 1977), australischer Hockeyspieler
- George, Bill, Filmtechniker
- George, Bill (1929–1982), US-amerikanischer American-Football-Spieler
- George, Bill (* 1942), US-amerikanischer Manager, Autor und Professor
- George, Bobby (* 1945), englischer Dartspieler
- George, Brian (* 1952), israelischer SchauspielerBrian George (* 1952)

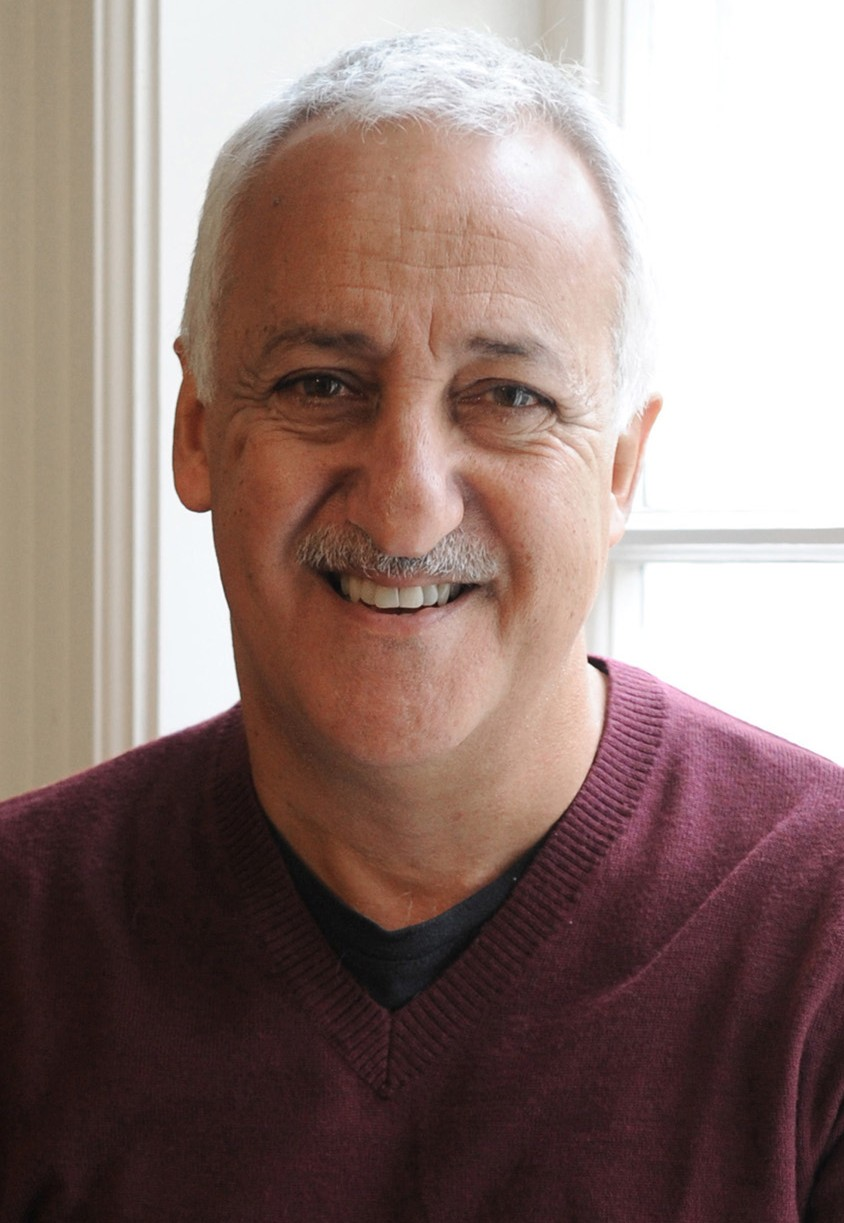
Brian George (* 1952)

- George, Britt (* 1971), US-amerikanischer Schauspieler und Filmproduzent
- George, Camilla (* 1988), nigerianische Jazzmusikerin (Saxophon, Komposition)
- George, Charlie (* 1950), englischer Fußballspieler
- George, Christopher (1931–1983), US-amerikanischer Schauspieler
- George, Christopher Paul (* 1980), amerikanischer Unternehmer und Krimineller
- George, Courtney (* 1986), US-amerikanische Curlerin
- George, Dan (1899–1981), kanadischer Schauspieler und Häuptling des Salish Indianerstammes in Burrard Inlet, British Columbia (Kanada)
- George, David (* 1976), südafrikanischer Radrennfahrer
- George, Dean (* 1987), englischer Badmintonspieler
- George, Deon (* 1971), kanadischer Basketballspieler
- George, Devean (* 1977), US-amerikanischer Basketballspieler
- George, Dileep (* 1977), US-amerikanischer Neurowissenschaftler
- George, Eddie (* 1973), US-amerikanischer American-Football-Spieler
- George, Edward, Baron George (1938–2009), britischer Politiker und Bankmanager
- George, Eileen (1899–1998), kanadische Badmintonspielerin
- George, Elizabeth (* 1949), US-amerikanische Krimi-Schriftstellerin
- George, Elmer (1928–1976), US-amerikanischer Rennfahrer
- George, Emma (* 1974), australische Stabhochspringerin
- George, Fatty (1927–1982), österreichischer Klarinettist und Jazzmusiker
- George, Finidi (* 1971), nigerianischer Fußballspieler
- George, Francis (1937–2015), US-amerikanischer Theologe, Erzbischof von Chicago und Kardinal
- George, Gladys (1904–1954), US-amerikanische Schauspielerin
- George, Götz (1938–2016), deutscher SchauspielerGötz George (1938–2016)

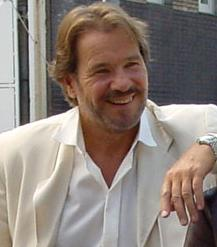
Götz George (1938–2016)

- George, Haimo (1933–1985), deutscher Jurist und Politiker (CDU), MdB
- George, Harold L. (1893–1986), US-amerikanischer Luftwaffengeneral
- George, Heinrich (1893–1946), deutscher Schauspieler
- George, Henry (1839–1897), US-amerikanischer politischer Ökonom
- George, Henry (1891–1976), belgischer Radrennfahrer
- George, Henry junior (1862–1916), US-amerikanischer Politiker
- George, Inara (* 1974), US-amerikanische Singer-Songwriterin und Schauspielerin
- George, Jamal (* 2002), schweizerischer Basketballspieler
- George, James (1918–2020), kanadischer Diplomat
- George, James (* 1935), US-amerikanischer Gewichtheber
- George, James Z. (1826–1897), US-amerikanischer Politiker
- George, Jamie (* 1990), englischer Rugbyspieler
- George, Jann (* 1992), deutscher Fußballspieler
- George, Jason (* 1972), US-amerikanischer SchauspielerJason George (* 1972)

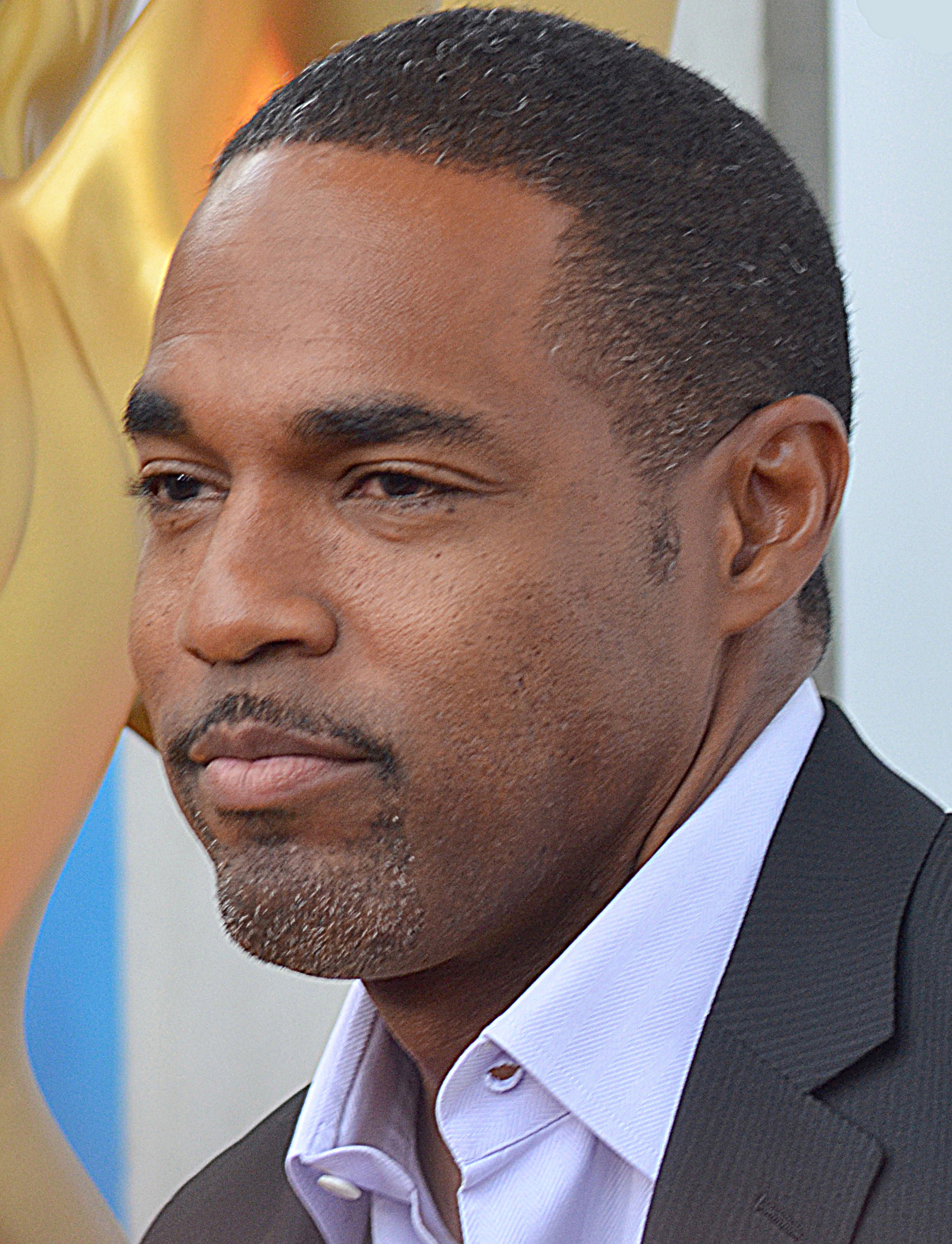
Jason George (* 1972)

- George, Jason (* 2001), deutscher Basketballspieler
- George, Jean Craighead (1919–2012), US-amerikanische Schriftstellerin
- George, Jens (* 1969), deutscher Hockeytrainer
- George, John (1882–1962), britischer Leichtathlet
- George, John (1898–1968), amerikanisch-syrischer Schauspieler
- George, Jordan (* 1990), US-amerikanisch-deutscher Eishockeyspieler
- George, Jules (1903–1983), belgischer Ruderer
- George, Karl (1913–1978), US-amerikanischer Jazztrompeter
- George, Keyonte (* 2003), US-amerikanischer Basketballspieler
- George, Kyshawn (* 2003), schweizerisch-kanadischer Basketballspieler
- George, Leila (* 1992), australische SchauspielerinLeila George (* 1992)

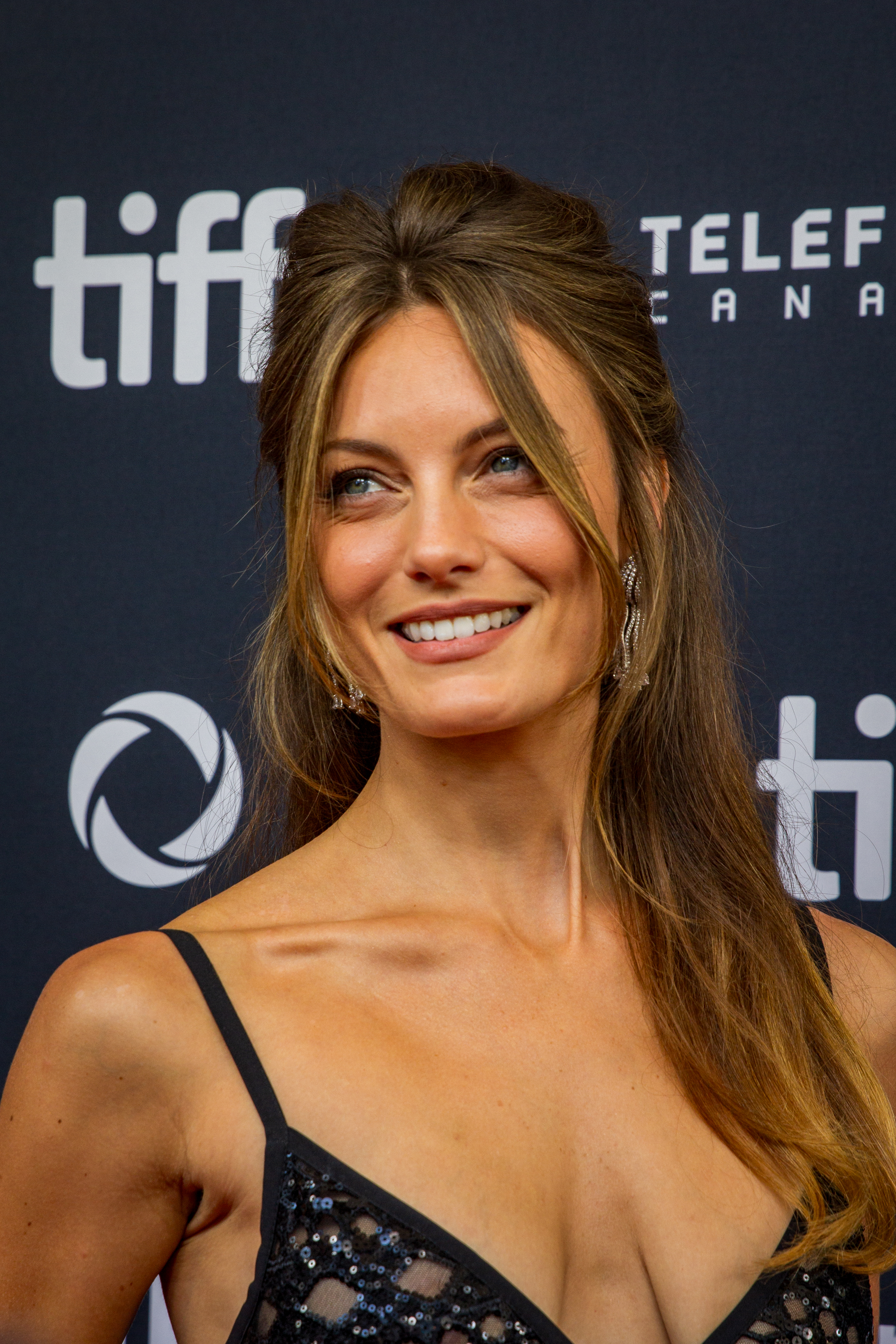
Leila George (* 1992)

- George, Leopold (1811–1873), deutscher Philosoph und Theologe
- George, Leroy (* 1987), niederländisch-surinamischer Fußballspieler
- George, Linda (* 1960), irakische Sängerin
- George, Lowell (1945–1979), US-amerikanischer Musiker
- George, Lynda Day (* 1944), US-amerikanische Schauspielerin
- George, Magdalena (1924–1986), deutsche Kunsthistorikerin
- George, Manfred (1893–1965), deutscher Journalist, Theaterkritiker, Publizist und Übersetzer
- George, Margaret (* 1943), US-amerikanische Schriftstellerin
- George, Martin (* 1948), deutscher evangelischer Kirchenhistoriker
- George, Mary Charles (1913–2008), Pädagogin und Politikerin von St. Kitts und Nevis
- George, Maureen (* 1955), simbabwische Hockeyspielerin
- George, Mayron (* 1993), costa-ricanischer Fußballspieler
- George, Melissa (* 1976), australische Schauspielerin und Athletin
- George, Melvin Clark (1849–1933), US-amerikanischer Politiker
- George, Michèle (* 1974), belgische Reiterin
- George, Myron V. (1900–1972), US-amerikanischer Politiker
- George, Nelson (* 1957), US-amerikanischer Autor, Musik- und Kulturkritiker, Film- und TV-Produzent sowie Fernsehregisseur
- George, Newell A. (1904–1992), US-amerikanischer Politiker
- George, Nick (* 1982), britischer Basketballspieler
- George, Nina (* 1973), deutsche Schriftstellerin und JournalistinNina George (* 1973)

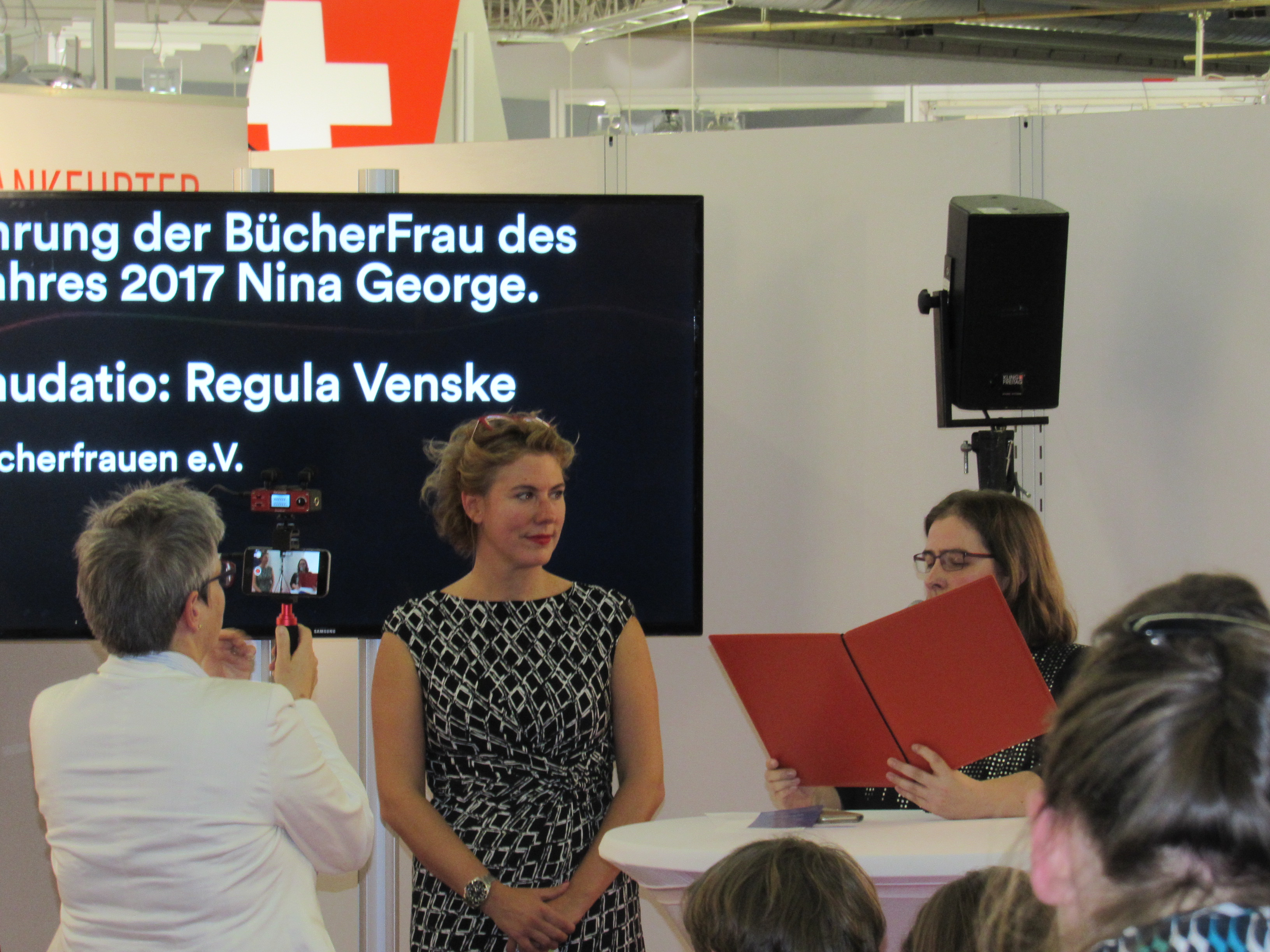
Nina George (* 1973)

- George, Oorlagh (* 1980), US-amerikanisch-nordirische Filmproduzentin
- George, Oskar (1920–1981), deutscher Gewerkschaftsfunktionär

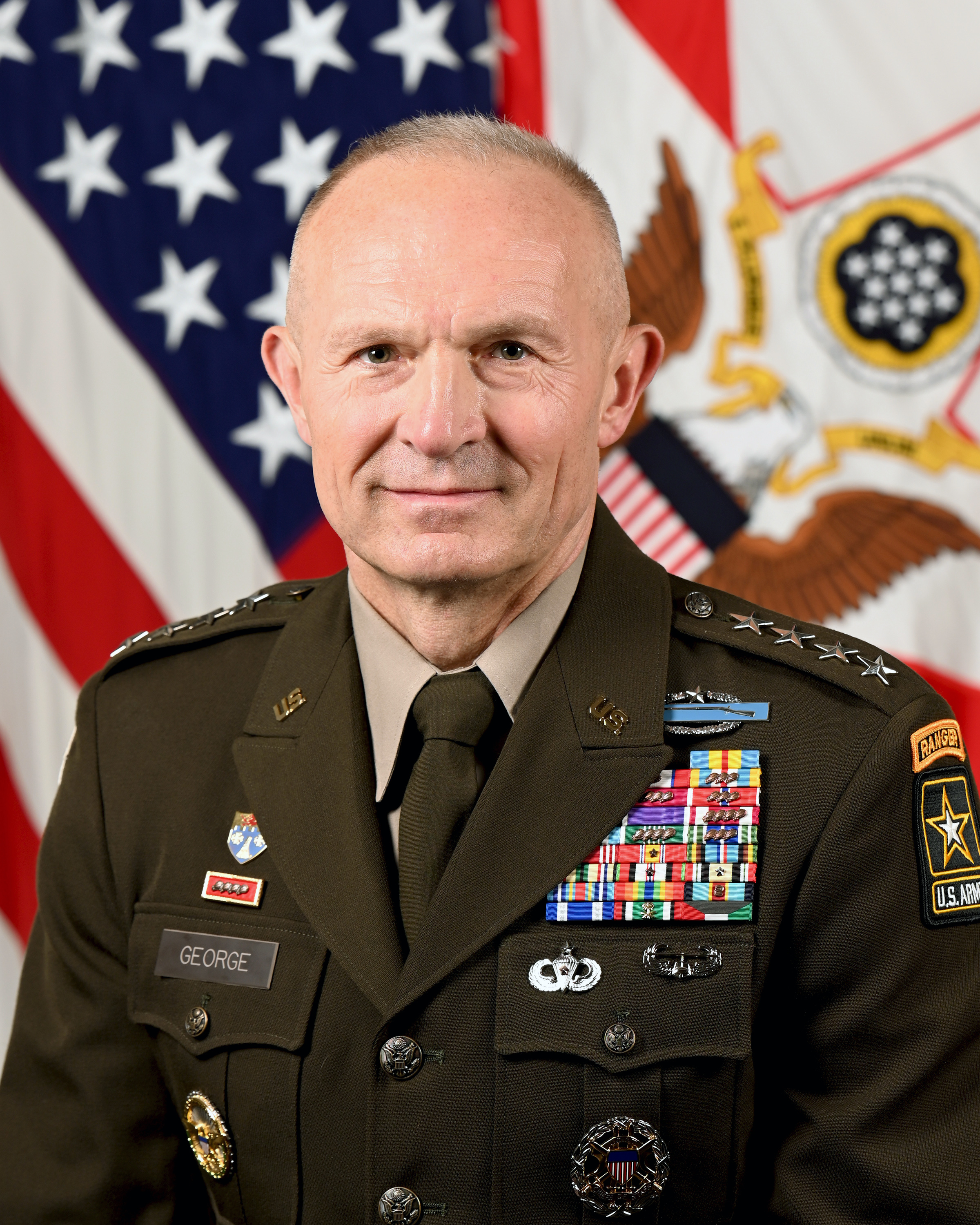
Randy A. George (* 1964)

- George, Patience Okon (* 1991), nigerianische Sprinterin
- George, Paul (* 1990), US-amerikanischer Basketballspieler
- George, Paul (* 1994), irischer Fußballspieler
- George, Peter (1924–1966), britischer Schriftsteller
- George, Peter (1929–2021), US-amerikanischer Gewichtheber
- George, Peter (* 1945), deutscher Basketballschiedsrichter
- George, Philip (* 1993), britischer DJ und Musikproduzent
- George, Phylicia (* 1987), kanadische Bobfahrerin
- George, Raby (* 1992), schwedischer Fußballspieler aramäisch-syrischer Abstammung
- George, Randy, US-amerikanischer Bass-Gitarrist
- George, Randy A. (* 1964), US-amerikanischer Offizier, General der US-ArmyRandy A. George (* 1964)
- George, Regina (* 1991), nigerianische Sprinterin US-amerikanischer Herkunft
- George, Robert (1896–1967), britischer General, Gouverneur von South Australia
- George, Robert P. (* 1955), US-amerikanischer Rechtswissenschaftler
- George, Roger (1921–1998), schweizerisch-deutscher Tänzer, Choreograf, Ballettmeister und Tanzpädagoge
- George, Rowland (1905–1997), britischer Ruderer
- George, Russell (* 1932), US-amerikanischer Jazzmusiker
- George, Sam Nartey (* 1985), ghanaischer Politiker und Mitglied des Parlaments von Ghana für den Wahlkreis Ningo Prampram District
- George, Saude (1931–2010), kenianischer Hockeyspieler
- George, Scott, US-amerikanischer Komponist, Sänger und sogenannter Drumkeeper
- George, Siegfried (1933–2017), deutscher Politikdidaktiker
- George, Sophia (* 1964), jamaikanische Sängerin
- George, Stanley (* 1963), indisch-amerikanischer Biograf und Politikberater
- George, Stefan (1806–1888), deutscher Gutsbesitzer, großherzoglich hessischer Politiker und Landtagsabgeordneter
- George, Stefan (1868–1933), deutscher Dichter und SchriftstellerStefan George (1868–1933)

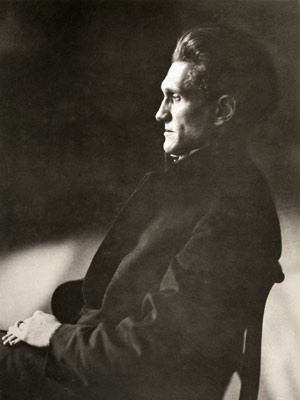
Stefan George (1868–1933)

- George, Susan (* 1934), amerikanisch-französische Politikwissenschaftlerin und Schriftstellerin
- George, Susan (* 1950), britische Schauspielerin
- George, Susanne (* 1963), deutsche Verlagslektorin und Übersetzerin
- George, Tami-Adrian (* 1969), US-amerikanische Schauspielerin
- George, Terry (* 1952), nordirischer Regisseur und Drehbuchautor
- George, Thomas (* 1994), britischer Ruderer
- George, Tina (* 1978), US-amerikanische Ringerin
- George, Tony (* 1959), US-amerikanischer Sportfunktionär im Automobilrennsport
- George, Tyler (* 1982), US-amerikanischer Curler
- George, Tyrique (* 2006), englischer Fußballspieler
- George, Uwe (* 1940), deutscher Journalist, Forscher und Buchautor
- George, Walter (1858–1943), britischer Mittel- und Langstreckenläufer
- George, Walter (1929–1996), US-amerikanischer Politiker (Republikanische Partei), Richter und Politikwissenschaftler
- George, Walter F. (1878–1957), US-amerikanischer Jurist und Politiker
- George, Werner (* 1913), deutscher Eishockeyspieler
- George, Willard H. (1889–1956), amerikanischer Kürschner
- George, Winston (* 1987), guyanischer Leichtathlet
- George, Yvonne (1895–1930), belgische Sängerin und feministische Schauspielerin
- George-Mayer, August (1834–1889), österreichischer Maler
- George-Wout, Lucille (* 1950), niederländische Politikerin und Gouverneurin von CuraçaoLucille George-Wout (* 1950)

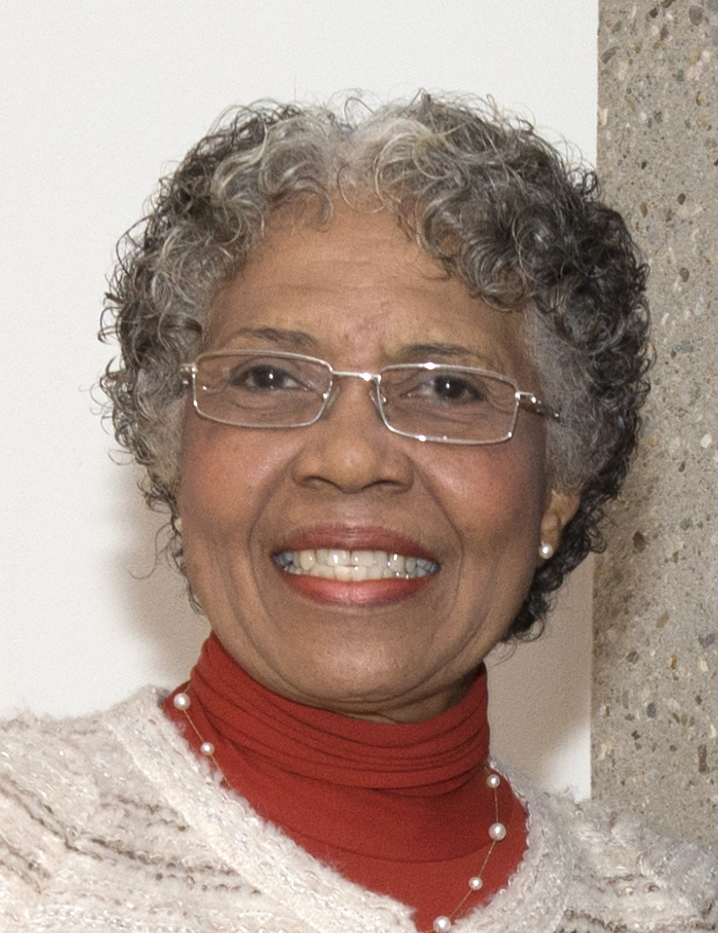
Lucille George-Wout (* 1950)

- Georgelin, Jean-Louis (1948–2023), französischer Général d’armée
- Georgen, Theresa (* 1946), deutsche Kunsthistorikerin und emeritierte Professorin
- Georgendiel von Georgenthal, Philipp Wilderich Johann († 1727), deutscher geheimer Sekretär und Referendar lateinischer Expedition in der Kanzlei des Heiligen Römischen Reiches
- Georgens, Jan-Daniel (1823–1886), deutscher Pädagoge und Arzt
- Georgens, Otto (* 1950), deutscher Geistlicher, Weihbischof in Speyer und Titularbischof von Gubaliana
- Georgeon, Thomas (* 1967), französischer römisch-katholischer Trappist und Abt von La Trappe
- Georger, Alphonse (* 1936), französischer Geistlicher und emeritierter Bischof von Oran
- Geörger, Emil (1912–1967), deutscher Landwirt und Politiker (CDU), MdL
- Georges II. de La Trémoille († 1481), Gouverneur von Touraine, der Champagne und von Burgund
- Georges, Alexandre (1850–1938), französischer Organist, Musikpädagoge und Komponist
- Georges, Alphonse (1875–1951), französischer General
- Georges, Antoine (* 1961), französischer Physiker
- Georges, Arthur (1909–1944), belgischer römisch-katholischer Geistlicher und Märtyrer
- Georges, Bernard (* 1955), seychellischer Rechtsanwalt, Richter und Politiker, Mitglied der Nationalversammlung
- Georges, Bruno (1892–1968), deutscher Polizist, Polizeichef und Polizeipräsident in Hamburg (1945 bis 1958)
- Georges, Chloé (* 1980), französische Freestyle-Skisportlerin
- Georges, Claude (1929–1988), französischer Maler und Grafiker
- Georges, Émilie, französische Filmproduzentin
- Georges, Guy (* 1962), französischer SerienmörderGuy Georges (* 1962)

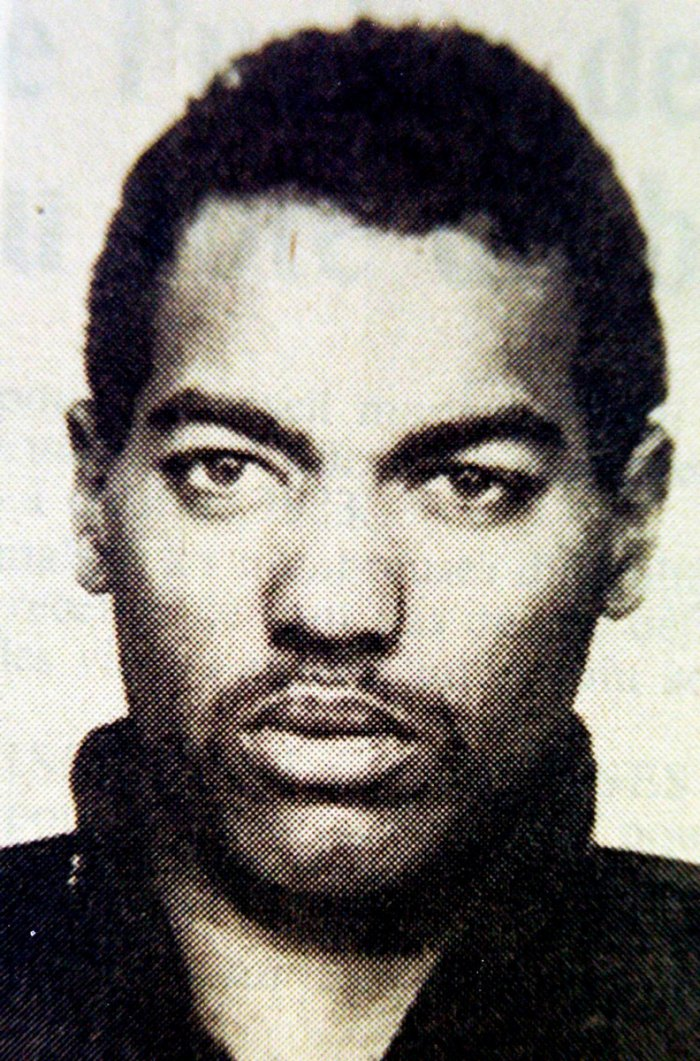
Guy Georges (* 1962)

- Georges, Heinrich (1852–1921), deutscher Klassischer Philologe und Bibliothekar
- Georges, Jacques (1916–2004), französischer Fußballfunktionär
- Georges, Karl Ernst (1806–1895), deutscher Altphilologe, Lehrer und Lexikograf
- Georges, Laura (* 1984), französische Fußballspielerin
- Georges, Marguerite-Joséphine (1787–1867), französische Schauspielerin
- Georges, Myrtille (* 1990), französische Tennisspielerin
- Georges, Pierre (1919–1944), französischer Widerstandskämpfer (Résistance)
- Georges, Sylvain (* 1984), französischer Straßenradrennfahrer
- Georges-Massonnais, Jean-Baptiste-Amédée (1805–1860), Bischof von Périgueux (1841–1860)
- Georges-Picot, François (1870–1951), französischer Generalkonsul in Beirut
- Georges-Picot, Olga (1940–1997), französische Schauspielerin
- Georgescu, Călin (* 1962), rumänischer PolitikerCălin Georgescu (* 1962)

Călin Georgescu (* 1962)

- Georgescu, Dudu (* 1950), rumänischer Fußballspieler und -trainer
- Georgescu, Elena (* 1964), rumänische Ruderin
- Georgescu, Florin (* 1953), rumänischer Finanzwissenschaftler, Hochschullehrer und Politiker
- Georgescu, Gheorghe (* 1911), rumänischer Fußballspieler
- Georgescu, Lena (* 1999), Schweizer Schachspielerin
- Georgescu, Mihail (* 1985), rumänischer Eishockeynationalspieler
- Georgescu, Nicolae (1936–1983), rumänischer Fußballspieler
- Georgescu, Teohari (1908–1976), rumänischer Politiker (PCR)
- Georgescu, Valeriu (* 1947), rumänischer Gewerkschaftsfunktionär und Diplomat
- Georgescu, Victor (* 1932), rumänischer Radrennfahrer
- Georgescu, Vlad (* 1966), deutscher Journalist
- Georgescu-Roegen, Nicholas (1906–1994), rumänischer Wirtschaftswissenschaftler
- Georgeson, Tom (* 1937), britischer Schauspieler
- Georget, Anne (* 1962), französische Dokumentarfilmerin und Journalistin
- Georget, Émile (1881–1960), französischer Radrennfahrer
- Georget, Léon (1879–1949), französischer Radrennfahrer
- Georget, Philippe (* 1963), französischer Journalist und Kriminalschriftsteller
- Georget, Pierre (1917–1964), französischer Bahnradsportler

##### Georgh
- Georghadji, Chrystalla (* 1956), zyprische Ökonomin und Präsidentin der Zypriotischen Nationalbank

##### Georgi
- Georgi I. Terter, Zar von Bulgarien (1280–1292)
- Georgi II. Terter († 1323), Zar von Bulgarien
- Georgi Vojtech († 1072), bulgarischer Rebell gegen den byzantinischen Kaiser Michael VII.
- Georgi, André (* 1965), Drehbuchautor und Schriftsteller
- Georgi, Andreas (* 1957), deutscher Bankmanager
- Georgi, Armin (1927–2013), deutscher Dokumentarfilmer und Dramaturg
- Georgi, Arthur (1843–1900), deutscher Bankier, Unternehmer und Politiker (NLP), MdL (Königreich Sachsen)
- Georgi, Arthur junior (1902–1970), deutscher Verlagsbuchhändler
- Georgi, Arthur senior (1865–1945), deutscher Verlagsbuchhändler
- Georgi, Christian Siegmund (1702–1771), evangelischer Theologe
- Georgi, Christoph (1932–2019), deutscher Fotograf
- Georgi, Dieter (1929–2005), deutsch-amerikanischer evangelischer Theologe, Neutestamentler und Hochschullehrer
- Georgi, Ernst (1895–1983), deutscher Politiker (CDU), MdL
- Georgi, Ferdinand Max (1854–1940), deutscher Bergbaupionier
- Georgi, Friedrich Otto (1819–1874), deutscher Maler
- Georgi, Friedrich Traugott (1783–1838), deutscher Maler und Radierer
- Georgi, Friedrich von (1852–1926), österreichischer General
- Georgi, Gottfried (1731–1801), deutscher Kommunaljurist, Oberbürgermeister von Stargard in Pommern
- Georgi, Hanns (1901–1989), deutscher Maler, Grafiker und Buchillustrator
- Georgi, Hans-Jörg (* 1949), deutscher Objektkünstler
- Georgi, Hanspeter (* 1942), deutscher Politiker (CDU)
- Georgi, Hieronymus (1659–1717), deutscher Literaturforscher, Buchdrucker und Dichter
- Georgi, Howard (* 1947), US-amerikanischer Physiker
- Georgi, Jakob Friedrich (1697–1762), deutscher Pastor
- Georgi, Johann Gottlieb (1729–1802), deutscher Geograph und Chemiker
- Georgi, Johannes (1632–1707), deutscher Lehrer
- Georgi, Johannes (1888–1972), deutscher Meteorologe, Glaziologe und Polarforscher
- Georgi, Karlheinz (1934–2019), deutscher Maler und Hochschullehrer
- Georgi, Katja (1928–2022), deutsche Filmregisseurin
- Georgi, Klaus (1925–2012), deutscher Regisseur von Animationsfilmen
- Georgi, Konrad (1799–1857), Richter und Landtagsabgeordneter Großherzogtum Hessen
- Georgi, Kurt (1920–1999), deutscher Gewerkschafter
- Georgi, Maik (* 1988), deutscher Fußballspieler
- Georgi, Nikolaus von (* 1940), deutscher Maler
- Georgi, Oliver (* 1977), deutscher Autor und Journalist
- Georgi, Oskar (1862–1934), sächsischer Generalmajor
- Georgi, Otto (1831–1918), deutscher Politiker und Politiker (NLP), MdR, Oberbürgermeister Leipzigs
- Georgi, Otto (1890–1969), chilenischer Maler
- Georgi, Peter (1942–2021), deutscher Schauspieler
- Georgi, Peter (* 1960), deutscher Fußballspieler
- Georgi, Pfeiffer (* 2000), britische RadsportlerinPfeiffer Georgi (* 2000)

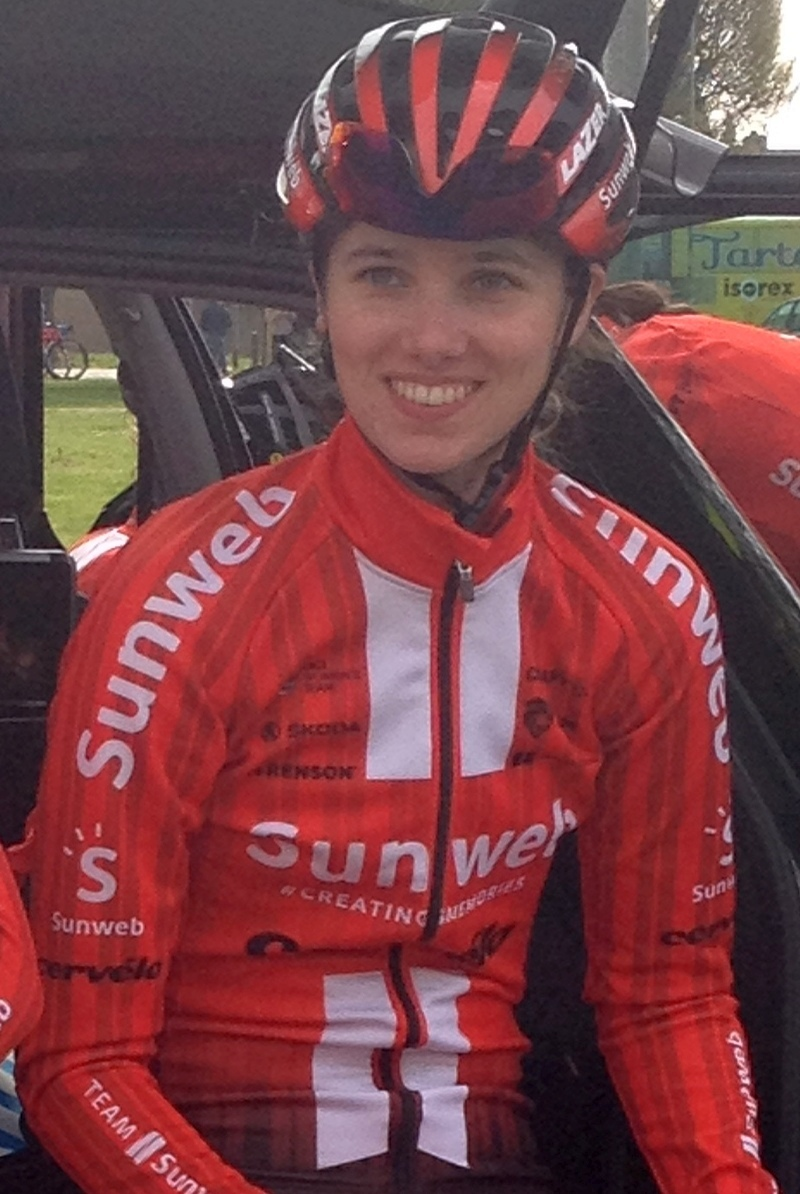
Pfeiffer Georgi (* 2000)

- Georgi, Ralf (* 1967), deutscher Politiker (Bündnis 90/Die Grünen, Die Linke), MdL
- Georgi, Richard Martin (1889–1969), deutscher Studienrat, Kantor, Dichter in erzgebirgischer Mundart und Komponist
- Georgi, Robert (1802–1869), deutscher Unternehmer und Politiker
- Georgi, Rudi (1927–2020), deutscher Wirtschaftsfunktionär der DDR
- Georgi, Rudolf (1879–1956), Verlagsbuchhändler
- Georgi, Sonja (1915–1957), deutsche Modefotografin
- Georgi, Susanne (* 1976), dänisch-andorranische Sängerin
- Georgi, Theophil (1674–1762), deutscher Buchhändler, Verleger und Bibliograph
- Georgi, Thomas (* 1962), deutscher Mediziner und Politiker (CDU), MdA
- Georgi, Thomas (* 1981), deutscher Schauspieler
- Georgi, Tim (* 2000), deutscher Motorradrennfahrer
- Georgi, Uta (* 1970), deutsche Journalistin, Fernseh- und RadiomoderatorinUta Georgi (* 1970)

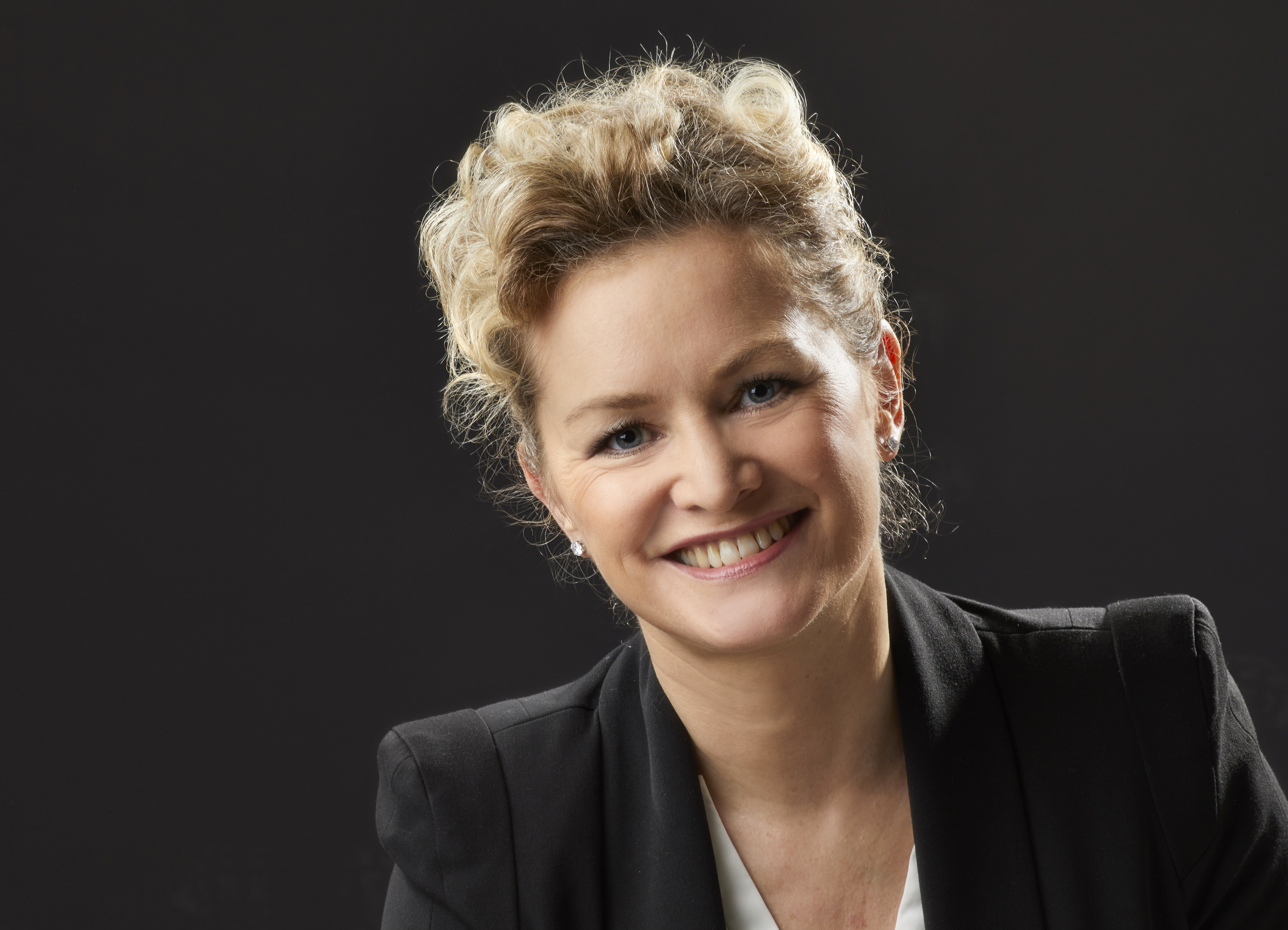
Uta Georgi (* 1970)

- Georgi, Ute (1943–2010), deutsche Politikerin (LDPD, FDP), MdL
- Georgi, Walter (1871–1924), deutscher Maler und Illustrator
- Georgi, Yvonne (1903–1975), deutsche Ballett-Tänzerin und Choreographin
- Georgi-Findlay, Brigitte (* 1956), deutsche Amerikanistin
- Georgia (* 1990), englische Pop-Rap-Musikerin
- Georgiades, Apostolos (* 1935), griechischer Jurist
- Georgiades, Harris (* 1972), zyprischer Politiker
- Georgiades, Thrasybulos (1907–1977), griechischer Musikwissenschaftler, Pianist und Bauingenieur
- Georgiadis, Adonis (* 1972), griechischer Politiker, Historiker und Verleger
- Georgiadis, Georgios (* 1972), griechischer Fußballspieler
- Georgiadis, Ioannis (1876–1960), griechischer Fechter
- Georgiadis, Nicholas (1923–2001), griechisch-britischer Maler, Kostüm- und Bühnenbildner
- Georgiadis, Nico (* 1996), Schweizer Schachspieler
- Georgiadis, Vasilis (1921–2000), griechischer Film- und Fernsehregisseur, Schauspieler und Produzent
- Georgiadou, Despina (* 1991), griechische Säbelfechterin
- Georgienitz, Bartholomeus (1506–1566), kroatischer Schriftsteller und Autor des ersten lateinisch-kroatischen Wörterbuchs
- Georgiev, Atanas (* 1977), nordmazedonischer Filmeditor, Filmproduzent und Filmregisseur
- Georgiev, Dragan (* 1990), mazedonischer Fußballspieler
- Georgieva, Emilija (* 1970), Schweizer Diplomatin
- Georgieva, Marina (* 1997), österreichische FußballspielerinMarina Georgieva (* 1997)

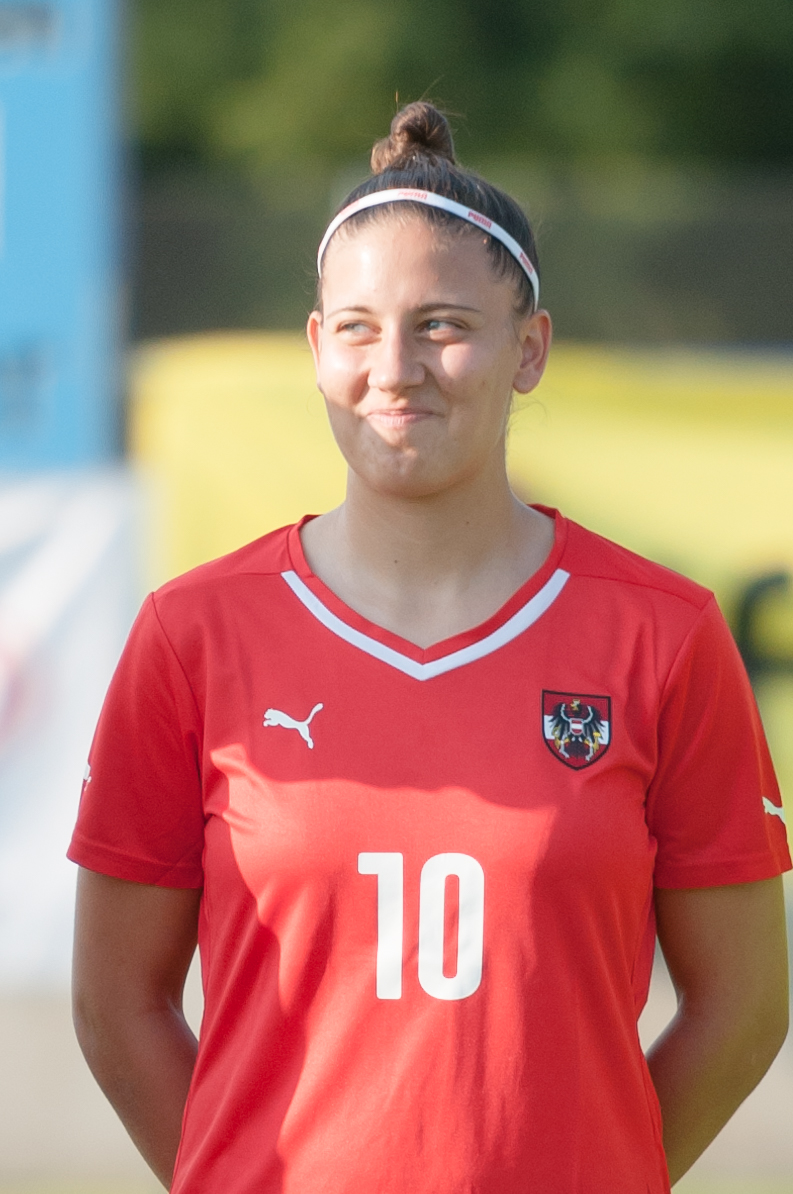
Marina Georgieva (* 1997)

- Georgievics, Georg von (1859–1933), österreichischer Chemiker
- Georgievski, Daniel (* 1988), mazedonisch-australischer Fußballspieler
- Georgievski, Dejan (* 1999), nordmazedonischer Taekwondoin
- Georgievski, Goce (* 1987), mazedonischer Handballspieler
- Georgievski, Ljubčo (* 1966), mazedonischer PolitikerLjubčo Georgievski (* 1966)

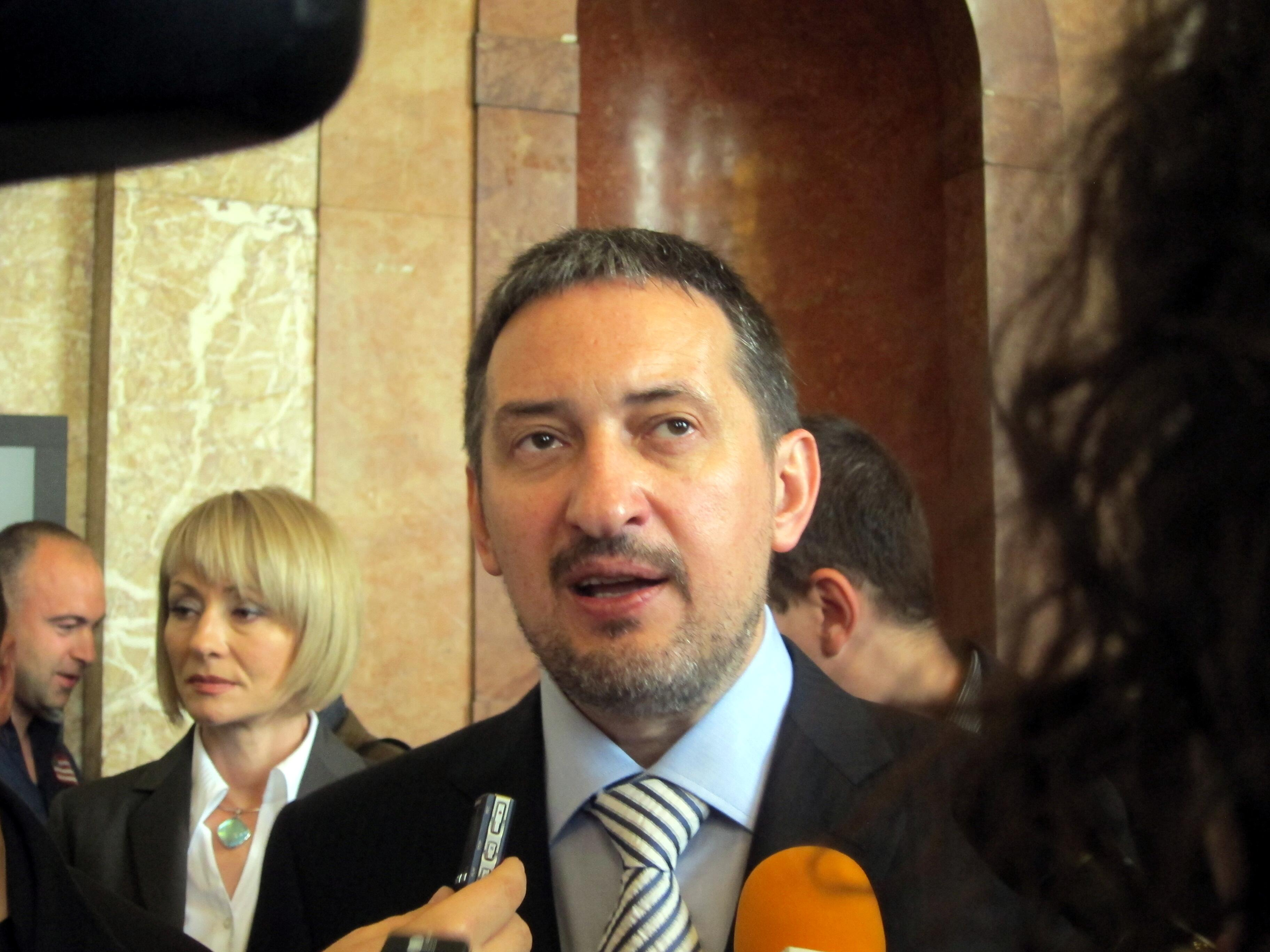
Ljubčo Georgievski (* 1966)

- Georgiew, Alexander (1940–2012), bulgarisch-deutscher Maler und Hochschullehrer
- Georgiew, Antonia-Alexa (* 1985), deutsche Musikerin, Geigenspielerin
- Georgiew, Blagoj (* 1981), bulgarischer Fußballspieler
- Georgiew, Boris (* 1982), bulgarischer Boxer
- Georgiew, Borislaw (* 1976), bulgarischer Fußballspieler
- Georgiew, Daniel (* 1999), bulgarischer Eishockeyspieler
- Georgiew, Emil (1910–1982), bulgarischer Literaturhistoriker
- Georgiew, Gawril (1870–1917), bulgarischer Politiker und Journalist
- Georgiew, Georg (* 1991), bulgarischer Politiker
- Georgiew, Georgi (1930–1980), bulgarischer Segelsportler und Hochseekapitän
- Georgiew, Georgi (* 1976), bulgarischer Judoka
- Georgiew, Georgi (* 1985), bulgarischer Radrennfahrer
- Georgiew, Georgi (* 1987), bulgarischer Skirennläufer
- Georgiew, Iwajlo (* 1998), bulgarischer Eishockeyspieler
- Georgiew, Janko (* 1988), bulgarischer Fußballspieler
- Georgiew, Kimon (1882–1969), bulgarischer Politiker und MinisterpräsidentKimon Georgiew (1882–1969)

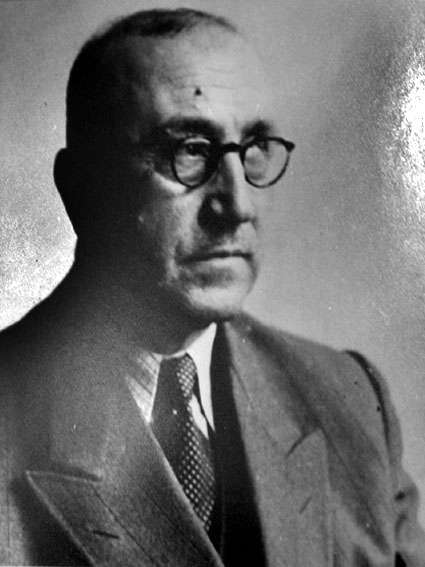
Kimon Georgiew (1882–1969)

- Georgiew, Kiril (* 1965), bulgarischer Schachspieler
- Georgiew, Krum (1958–2024), bulgarischer Schachspieler
- Georgiew, Michail (* 1904), bulgarischer Radrennfahrer
- Georgiew, Nikolaj (* 1966), bulgarischer Fotograf, Kameramann und Regisseur
- Georgiew, Pentscho (1900–1940), bulgarischer Maler
- Georgiew, Prodan (* 1904), bulgarischer Radsportler
- Georgiew, Stefan (* 1977), bulgarischer Skirennläufer
- Georgiew, Stefan (* 1992), bulgarischer Eishockeyspieler
- Georgiew, Tomislaw (* 1997), bulgarischer Eishockeyspieler
- Georgiew, Wladimir (1908–1986), bulgarischer Linguist
- Georgiew, Wladimir (* 1975), nordmazedonischer Schachspieler
- Georgiew-Gez, Georgi (1926–1996), bulgarischer Schauspieler
- Georgiewa, Anka (* 1959), bulgarische Ruderin
- Georgiewa, Daniela (* 1969), bulgarische Sprinterin
- Georgiewa, Elena (* 1991), bulgarische Biathletin
- Georgiewa, Kristalina (* 1953), bulgarische Politikerin und ÖkonominKristalina Georgiewa (* 1953)

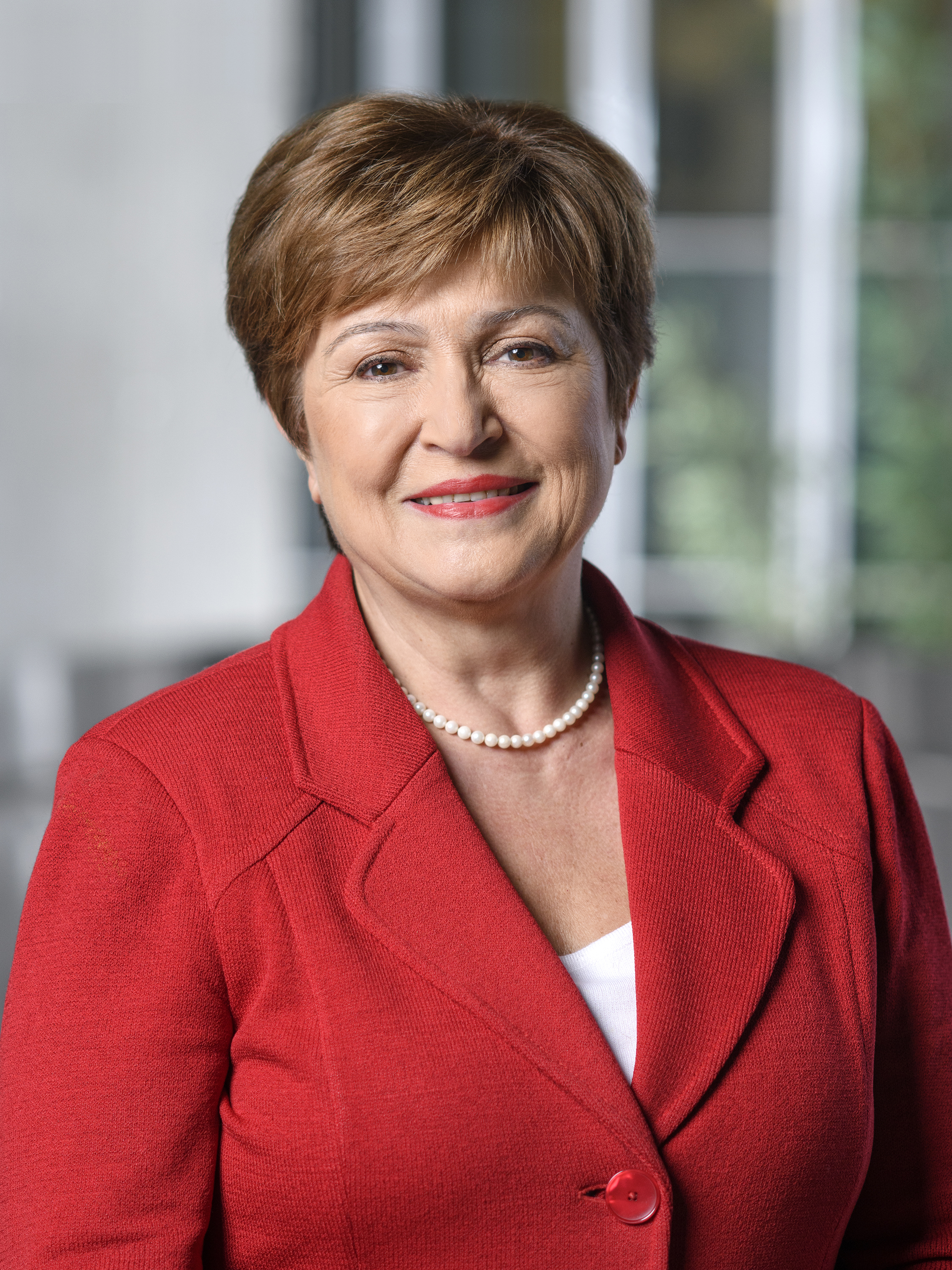
Kristalina Georgiewa (* 1953)

- Georgiewa, Kristina (* 1993), bulgarische Fußballschiedsrichterin
- Georgiewa, Liljana (* 2000), bulgarische Mittelstreckenläuferin
- Georgiewa, Magdalena (* 1962), bulgarische Ruderin
- Georgiewa, Raina (1902–1983), bulgarische Biologin
- Georgiewa, Silwija (* 1988), bulgarische Biathletin
- Georgiewa, Slatka (* 1969), bulgarische Leichtathletin
- Georgiewa, Wiktorija (* 1997), bulgarische Sängerin und Songwriterin
- Georgiewa, Zweta (* 1963), bulgarische Übersetzerin und Politikerin
- Georgiewa-Nikolowa, Marina (* 1980), bulgarische Shorttrackerin
- Georgii, August Eberhard von (1768–1826), württembergischer Generalmajor
- Georgii, Christian Eberhard (1724–1796), württembergischer Generalmajor und Stadtkommandant von Stuttgart
- Georgii, Christoph (* 1977), deutscher Kirchenmusiker
- Georgii, Eberhard August (1700–1742), deutscher Jurist und Syndikus
- Georgii, Eberhard Friedrich von (1757–1830), deutscher Jurist und württembergischer Staatsmann
- Georgii, Eberhard Heinrich (1765–1841), württembergischer Offizier und Obertribunaldirektor
- Georgii, Hans (1889–1970), schwedischer Eishockeyspieler
- Georgii, Hans (1938–2023), deutscher Jurist
- Georgii, Hans-Otto (1944–2017), deutscher Mathematiker
- Georgii, Hans-Walter (1924–2018), deutscher Meteorologe
- Georgii, Heinrich (1842–1926), deutscher Klassischer Philologe und Gymnasiallehrer
- Georgii, Johann Eberhard (1694–1772), deutscher Jurist und württembergischer Politiker
- Georgii, Ludwig von (1810–1896), deutscher Theologe
- Georgii, Max (1855–1934), deutscher Versicherungsjurist und Manager
- Georgii, Siegfried (1900–1966), deutscher Mediziner und SS-Führer
- Georgii, Theodor (1826–1892), Protagonist der deutschen Turnbewegung
- Georgii, Theodor (1883–1963), deutscher Bildhauer und Medailleur
- Georgii, Walter (1887–1967), deutscher Pianist
- Georgii, Walter (1888–1968), deutscher Meteorologe
- Georgii-Georgenau, Eberhard Emil von (1848–1927), deutscher Genealoge
- Georgii-Georgenau, Emil Wilhelm von (1820–1894), deutscher Bankier und Mäzen
- Georgii-Hildebrand, Irene (1880–1961), deutsche Bildhauerin
- Georgijević, Athanasius, kroatischer Barockkomponist
- Georgijew, Alexander Georgijewitsch (* 1996), russisch-bulgarischer Eishockeytorwart
- Georgijew, Georgi Pawlowitsch (* 1933), russischer Molekularbiologe
- Georgijewski, Swjatoslaw Igorewitsch (* 1995), russischer Fußballspieler
- Georgios, byzantinischer Rebell im Exarchat von Ravenna
- Georgios Amirutzes, byzantinischer Gelehrter
- Georgios II. († 807), orthodoxer Patriarch von Jerusalem
- Georgios Kyprios, byzantinischer Geograph
- Georgios Maniakes († 1043), byzantinischer General und GegenkaiserGeorgios Maniakes († 1043)

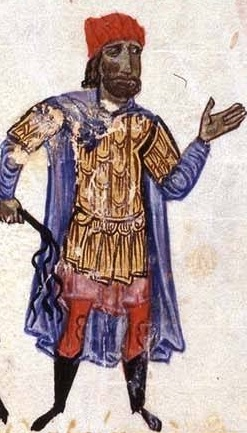
Georgios Maniakes († 1043)

- Georgios Monachos, byzantinischer Chronist
- Georgios Synkellos, byzantinischer Mönch und Geschichtsschreiber
- Georgios Trapezuntios (* 1395), griechischer Gelehrter und Philosoph
- Georgios Tzules, byzantinischer Strategos von Cherson, Rebell gegen Kaiser Basileios II.
- Georgios von Konstantinopel, Patriarch von Konstantinopel
- Georgiou, Andreas (* 1957), zypriotischer Gitarrist
- Georgiou, Andreas (* 1960), griechischer Wirtschaftswissenschaftler, Präsident des griechischen Statistikamtes
- Georgiou, Antonis (* 1969), griechisch-zypriotischer Schriftsteller und Jurist
- Georgiou, Apostolos (* 1952), griechischer Maler
- Georgiou, Dafni (* 1999), zyprische Leichtathletin
- Georgiou, George, britischer SchauspielerGeorge Georgiou

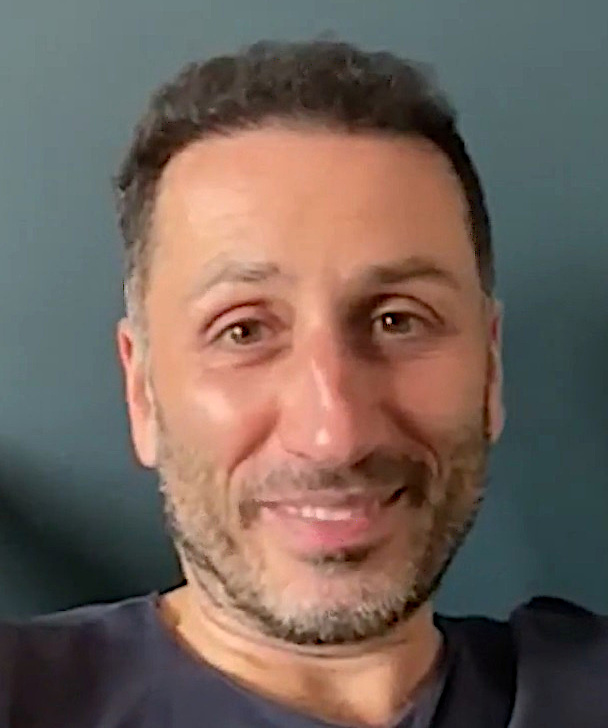
George Georgiou

- Georgiou, Giorgos (* 1963), griechisch-zypriotischer Politiker (AKEL), MdEP
- Georgiou, Kay, US-amerikanische Hairstylistin
- Georgiou, Kostas (1951–1976), zypriotischer Söldner
- Georgiou, Marios (* 1997), zyprischer Geräteturner
- Georgiou, Michael (* 1988), englischer Snookerspieler
- Georgiou, Stavros (* 2004), zyprischer Fußballspieler
- Georgiou, Tatiana (* 1996), griechische Fußballspielerin
- Georgisch, Peter (1699–1746), kursächsischer Hofrat und Archivar in Dresden
- Georgitsis, Fedon (1939–2019), griechischer Schauspieler und Regisseur
- Georgiu, Georgi Alexandrowitsch (1915–1991), sowjetischer Schauspieler und Synchronsprecher
- Georgius Chozebites, griechisch-zypriotischer Mönch und Heiliger
- Georgius de Hungaria (1422–1502), siebenbürgischer Dominikaner und Geschichtsschreiber

##### Georgo
- Georgoulis, Alexis (* 1974), griechischer Schauspieler und FilmregisseurAlexis Georgoulis (* 1974)

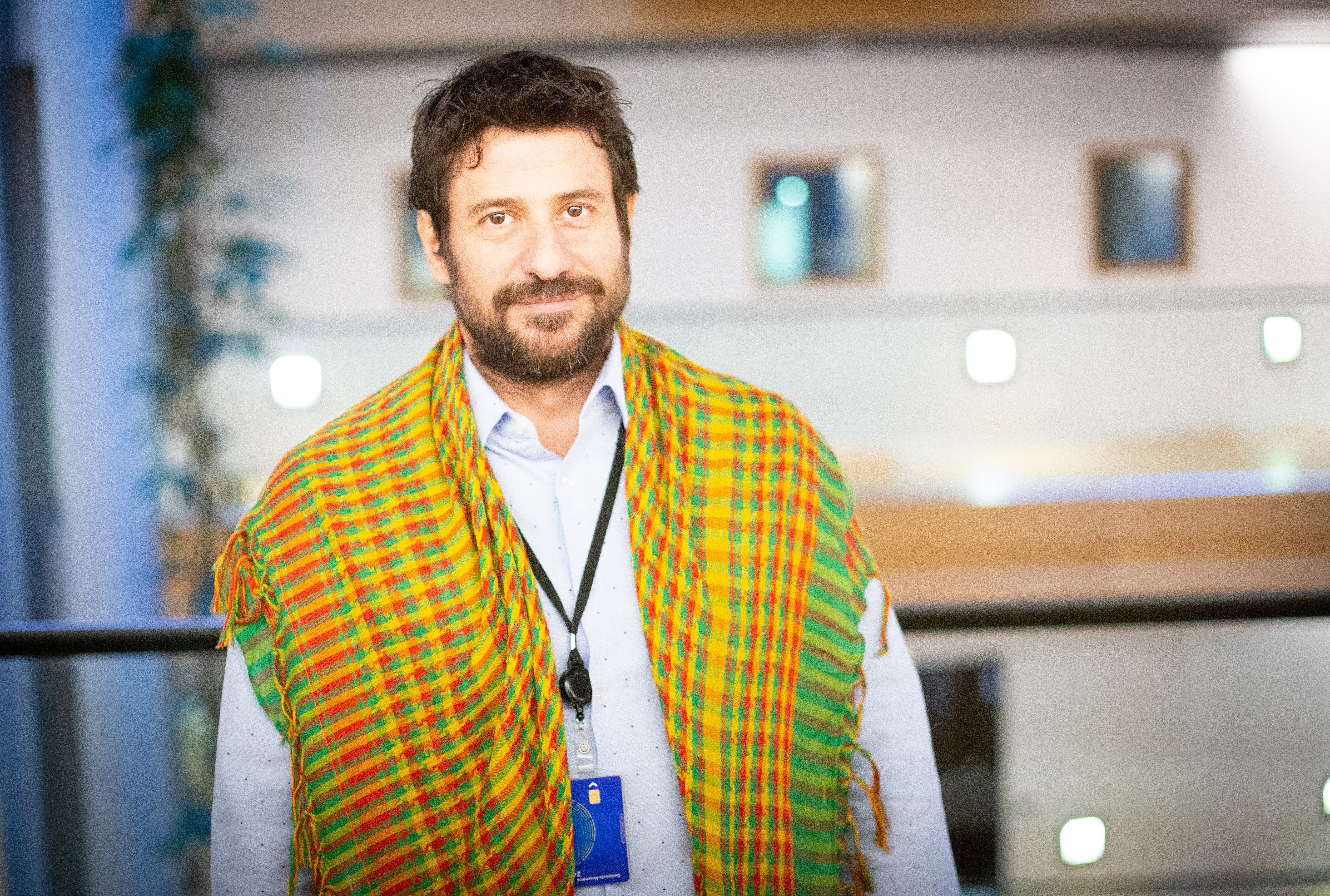
Alexis Georgoulis (* 1974)

- Georgow, Ilija (1860–1945), Politiker
- Georgow, Iwan (1862–1936), bulgarischer Politiker

##### Georgs
- Georgsdorf, Heiner (* 1939), deutscher Kurator und Hochschullehrer
- Georgsdorf, Wolfgang (* 1959), österreichischer Regisseur, Zeichner, Maler, Bildhauer, Musiker und Autor
- Georgson, Andreas (* 1982), schwedischer Fußballtrainer und -funktionär

##### Georgy
- Georgy, Ursula (* 1958), deutsche Informationswissenschaftlerin, Professorin für Informationsmarketing
- Georgy, Wilhelm (1819–1887), deutscher Maler, Illustrator und Buchgestalter

### Geos
- Geosits, Stefan (1927–2022), römisch-katholischer Geistlicher, Theologe, Schriftsteller und Übersetzer

### Geov
- Geovanni (* 1980), brasilianischer Fußballspieler